# Straßenbahn Jena
Die Straßenbahn Jena nahm am 6. April 1901 als neunte elektrische Straßenbahn in Thüringen den Betrieb auf, die Spurweite beträgt 1000 mm.

## Geschichte

### 1901 bis 1945
In den Jahren 1894 bis 1898 prüfte der Jenaer Gemeinderat, wie ein Elektrizitätswerk für die öffentliche Stromversorgung mit angeschlossener Straßenbahn finanziert und gebaut werden könne. Im Gespräch waren sowohl private als auch kommunale Varianten. Diese Aktivitäten mündeten in einem Konzessionsvertrag mit der Berliner Bank, der am 14. Januar 1899 unterzeichnet wurde. Diese Bank beauftragte ihrerseits die Eisenbahnbau-Gesellschaft Becker & Co. GmbH, Berlin, mit den Planungs- und Bauarbeiten. Die Pläne wurden am 13. Juli 1899 vom Gemeinderat bestätigt, und die Arbeiten begannen unverzüglich.
Ab 22. März 1901 erfolgte abschnittsweise die landespolizeiliche Abnahme der Strecken und am 6. April wurde der Betrieb auf der Strecke Elektrische Zentrale–Schubertsburg (heute Nordschule–Mühlenstraße) über Dornburger Straße, Spittelplatz, Saalbahnhofstraße, Löbdergraben, Holzmarkt, Engelplatz, Neugasse, Vor dem Neutor und Kahlaische Straße aufgenommen. Außerdem verkehrte eine Linie vom Saalbahnhof, zu dem vom Spittelplatz eine Zweigstrecke bestand, über dieselbe Linienführung bis zum Engelplatz und weiter durch die heutige Westbahnhofstraße zum Westbahnhof. Die dritte Linie fuhr von der Camsdorfer Brücke über Steinweg, Saalstraße, Leutrastraße (überbaut, südlich der Johannisstraße), Johannisplatz, Bachstraße, Quergasse, Wagnergasse, Kaiser-Wilhelm-Straße (heute August-Bebel-Straße) und die Erfurter Straße bis zur Endstelle Papiermühle (heute Mühltal). Eine Querverbindung wurde von der Schillerstraße durch den Leutragraben zum Johannisplatz eingerichtet. Am 25. Juni 1901 wurde die Verlängerung von der Elektrischen Zentrale über Dornburger und Naumburger Straße nach Zwätzen eröffnet.
Der erste schwere Unfall ereignete sich am 3. Februar 1903, als der führerlose Triebwagen 13 die Kaiser-Wilhelm-Straße hinunter rollte und nach der 90°-Kurve zur Quergasse umstürzte. Der Wagen war nicht besetzt, Personen kamen nicht zu Schaden.

Straßenbahn auf der Camsdorfer Brücke um 1917

Streckenende an der alten Burgauer Brücke, ca. 1934

Die erste größere Netzerweiterung fand im Jahr 1908 statt, als am 18. Oktober die Straßenbahn von der Schubertsburg aus über Winzerla nach Burgau verlängert wurde. Am 1. Januar 1909 legte man die steigungsreiche Ost-West-Strecke durch das historische Stadtzentrum (Saalstraße – Kirchplatz – Leutrastraße – Johannisplatz) still und die Bahnen der Linie Mühltal–Camsdorfer Brücke bogen am Steinweg in den Löbdergraben ab und befuhren die bestehende Strecke über Holzmarkt, Engelplatz und Leutragraben zum Johannisplatz. Seitdem besteht die Zentralhaltestelle für alle Linien am Holzmarkt. Fünf Jahre später, am 30. Mai 1914, wurde die nächste Neubaustrecke von der Camsdorfer Brücke nach Jena Ost, Schlippenstraße, in Betrieb genommen, die Ende 1914 bis An der Trebe verlängert wurde. Im Verlauf des Ersten Weltkriegs gab es zunächst geringe Einschränkungen im Verkehr, ab September 1917 kam es jedoch zu stärkeren Einschränkungen, die bis zur zeitweiligen Einstellung einiger Linien reichten. Wegen des Einsatzes der männlichen Bevölkerung im Krieg mangelte es an Fahrpersonal, weshalb erstmals Frauen als Schaffnerinnen eingesetzt wurden.
Ab 1920 stiegen als Folge der Inflation die Fahrpreise bis auf 8,00 Mark und die Beförderungszahl ging zurück. Der Straßenbahnbetrieb konnte nicht länger aufrechterhalten werden und wurde am 19. Oktober 1922 ganz eingestellt. Erst ab dem 24. Mai 1924 fuhren wieder Straßenbahnen in Jena, die Preise lagen wieder im Bereich von 15 bis 25 Pfennig. Mit der Wiedereröffnung wurde in der Innenstadt die Streckenführung der Mühltal-Linie erneut geändert und die Bahnen fuhren nun vom Holzmarkt statt über den Engelplatz und durch die Schillerstraße direkt durch den Teichgraben zum Leutragraben. Die Strecke zwischen Engelplatz/Schillerstraße und Leutra-/Teichgraben wurde abgebaut.
1928 wurden zwei Omnibuslinien eingeführt, die jedoch nicht rentabel waren und Ende 1932 wieder eingestellt wurden.
1930 konnte die Mühltal-Strecke vom Johannisplatz direkt durch die Wagnergasse nach Westen geführt und die komplizierte Trasse durch Bachstraße und Quergasse aufgegeben werden, nachdem für den Durchgangsverkehr nach Weimar die heutige Straße des 17. Juni gebaut worden war. Im April 1935 wurde die Strecke nach Burgau im Bereich Ahornstraße/Rudolstädter Straße begradigt und bis Lobeda verlängert. Drei Jahre später, im Januar 1938, wurde ein zweiter Anlauf genommen, einen Omnibusverkehr in Jena einzuführen. 1939 wurden die Straßenbahnlinien umgestellt, es verkehrten nun folgende Linien:
- Lobeda–Holzmarkt (Stadtzentrum)–Zwätzen
- Jena Ost–Holzmarkt (Stadtzentrum)–Mühltal
- Westbahnhof–Holzmarkt (Stadtzentrum)–Saalbahnhof

Im Verlauf des Zweiten Weltkriegs kam es wieder zu Einschränkungen im Fahrbetrieb, was im Oktober 1943 zur zeitweiligen Einstellung der Linie Westbahnhof–Saalbahnhof führte, ab Juni 1944 durften im Berufsverkehr keine Personen mit Kinderwagen mehr befördert werden. Als Folge der Flächenbombardierungen und der Sprengung der Camsdorfer Brücke im April 1945 wurde der Betrieb völlig eingestellt und am 5. Mai 1945 auf einigen Stecken wiederaufgenommen. In den Nächten wurden mit Hilfe eines Triebwagens und Kipploren die Trümmer der zerstörten Innenstadt nach Burgau und Winzerla transportiert.

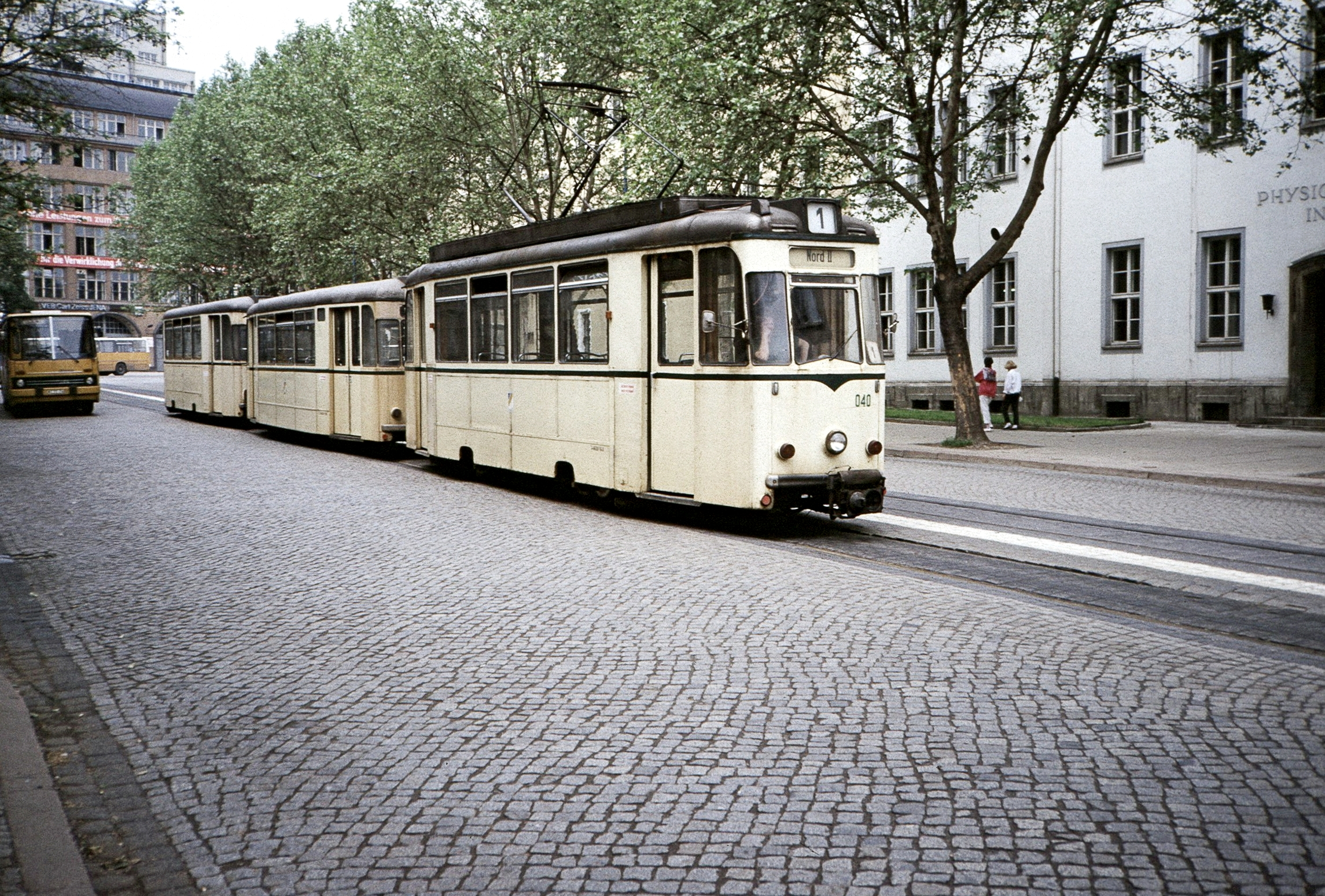
Zug der Linie 1 mit Reko-Triebwagen, einem Gotha- und einem Reko-Beiwagen im Teichgraben, 1987

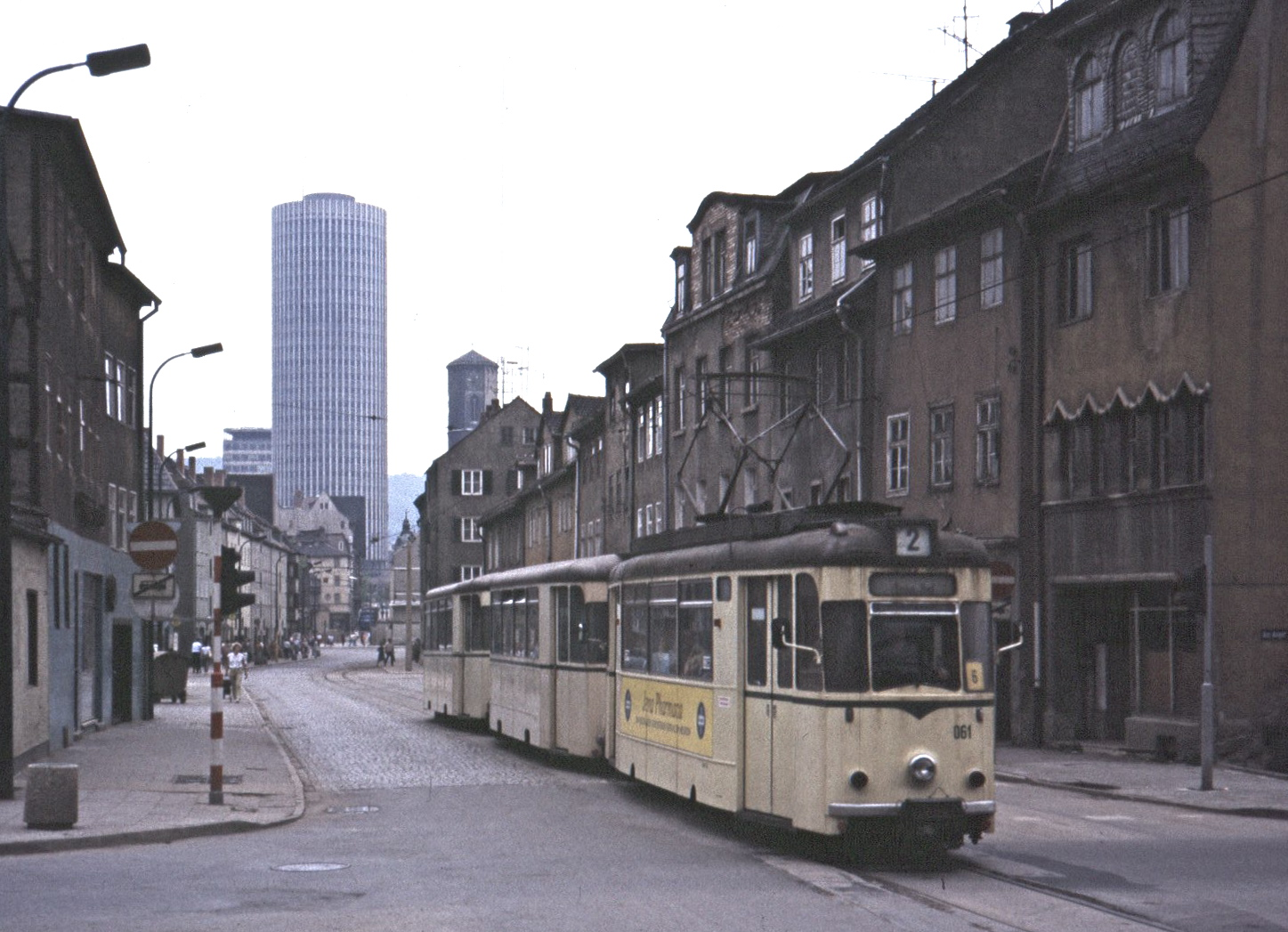
Gotha-Triebwagen vor Reko-Beiwagen auf der Linie 2 im Steinweg, 1987

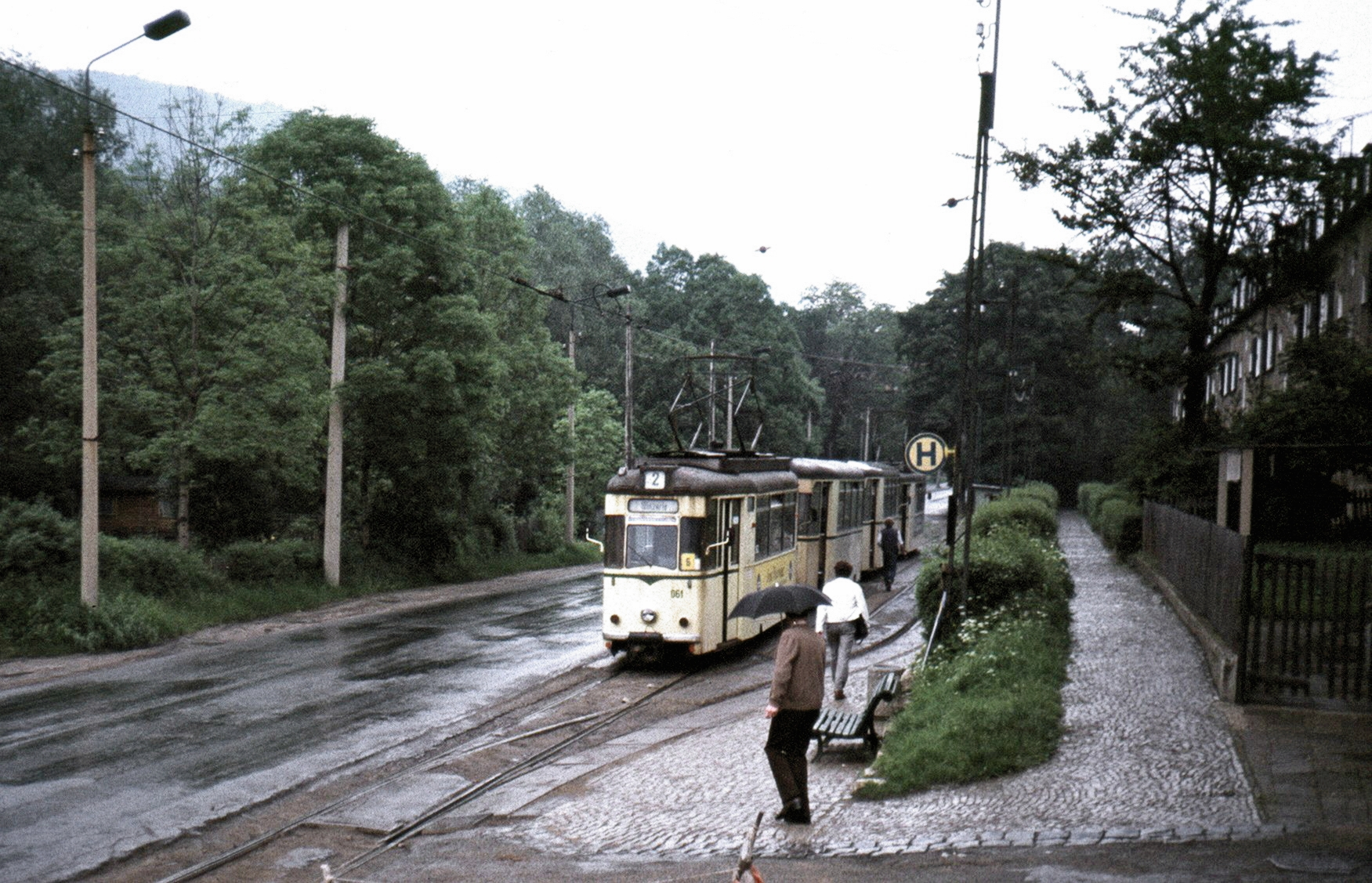
Kuppelendstelle Jena Ost der Linie 2, Zug mit Zielanzeige Winzerla, Juni 1987. Damals war dort ein zusätzlicher Standtriebwagen im Einsatz.

### 1945 bis 1969
Nach dem Ende des Zweiten Weltkriegs verkehrten in Jena folgende Straßenbahnlinien:
- Lobeda–Burgau–Winzerla–Stadtzentrum–Nord II–Löbstädt–Zwätzen
- Camsdorfer Brücke–Jena Ost (Inselbetrieb mit zwei in Jena Ost verbliebenen Triebwagen)
- Mühltal–Holzmarkt (Stadtzentrum)
- Westbahnhof–Stadtzentrum–Saalbahnhof

Am 13. Juli 1946 wurde die wieder errichtete Camsdorfer Brücke eingeweiht, wodurch wieder eine durchgehende Straßenbahnverbindung zwischen dem Stadtzentrum und Jena Ost bestand. Materialengpässe in der Nachkriegszeit machten es notwendig, die Strecken in Lobeda und im Mühltal um einige hundert Meter zu verkürzen. Das gewonnene Gleismaterial wurde für Reparaturen in der Innenstadt benötigt; die Lobedaer Strecke blieb bis zur Betriebseinstellung 1967 verkürzt. Der Omnibusbetrieb brach 1948 wegen Kraftstoff- und Ersatzteilmangel vollkommen zusammen. Am 1. Juli 1949 wurde der VEB (K) Städtischer Verkehr Jena gegründet.
Im Jahr 1951 wurden die ersten in der DDR produzierten Straßenbahnen vom Typ LOWA ET50 geliefert. Die Jahre ab 1954 sind von der Erneuerung der vorhandenen Anlagen und der Einführung einiger technischer Neuerungen geprägt. 1957 erfolgte der Umbau der Fahrleitungsanlage, um Triebwagen mit Scherenstromabnehmer einsetzen zu können. Von 1959 bis 1961 wurde der Straßenzug Teichgraben–Holzmarkt–Ernst-Thälmann-Ring (heute Löbdergraben) zwischen Anatomieturm und Rotem Turm verbreitert und die Straßenbahn durchgehend zweigleisig in Fahrbahnmitte verlegt. Am völlig umgestalteten Holzmarkt entstand ein zweigleisiges Gleisdreieck, eine neue Haltestelle und ein Dienstgebäude mit Wartehalle, Personalräumen und Fahrscheinverkauf. Am Anfang der 1960er Jahre wurden die im Linienverkehr eingesetzten Fahrzeuge von der BSI-Kompaktkupplung auf die Scharfenbergkupplung umgerüstet, welche an den ab 1959 gelieferten Gothawagen bereits ab Werk montiert war. Die LOWA-Wagen und einige „Thüringer“ Beiwagen erhielten 24-Volt-Anlagen (unter anderem: Umformer, Batterie, Blinkanlage, vom Fahrerplatz aus bedienbare Signalanlage) und Elektrokupplungen auf der Scharfenbergkupplung. Damit waren sie in gemischten Zügen mit Gotha- und Rekowagen einsetzbar, wovon bis zu ihrer Ausmusterung häufig Gebrauch gemacht wurde.
In den Jahren 1961 und 1962 wurden die Strecken zwischen Scharnhorststraße und Krankenhaus sowie zwischen Paradiesbahnhof und Felsenkeller zweigleisig ausgebaut. Auf dem letzteren Abschnitt diente das zweite Gleis vorerst hauptsächlich zur Abwicklung des Stadion-Einsatzverkehrs, erst ab 1971 als reguläres Kreuzungsgleis. Am 15. Mai 1963 wurde dagegen die Linie 3 zwischen Westbahnhof und Saalbahnhof durch die Buslinie 15 ersetzt, die beiden Zweigstrecken vom Spittelplatz zum Saalbahnhof und vom Engelplatz zum Westbahnhof später abgebaut. Anfang der 1960er Jahre wurde außerdem die Strecke in Jena-Ost von An der Trebe bis zur heutigen Endstelle verlängert.
1962 baute man im Stadtzentrum die 1922 stillgelegte Strecke von Schillerstraße/Engelplatz durch die nördliche Schillerstraße zum Leutragraben eingleisig als Teil einer großen Blockumfahrung Holzmarkt wieder auf. Im Jahr 1964 ging eine Wendeschleife nördlich der bisherigen Endstelle Zwätzen in Betrieb, was den Einsatz von Einrichtungswagen auf der Linie 1 zwischen der Blockumfahrung Holzmarkt und Zwätzen ermöglichte.
In dieser Zeit hatten sich die Fahrgäste auch auf weitere Neuerungen einzustellen. Bereits ab 1958 wurden bei Beiwagenbetrieb die Triebwagen als Sichtkarten-Wagen gefahren. Ab 1964 begann der Einbau von Zahlboxen in die Fahrzeuge, um die verbliebenen Schaffner einzusparen und das Fahrpersonal zu entlasten. Abhängig von Personalbestand und Fahrzeugbauart (die Zahlbox nahm in den engen Einstiegsräumen der Altbauwagen viel Raum ein) waren jedoch noch jahrelang gemischte Züge aus Sichtkarten-, Zahlbox- und Schaffnerwagen anzutreffen. Auf die Zahlboxen wurde mit großen Steckschildern am Fahrzeug hingewiesen; erst nach der kompletten Umstellung auf Zahlboxbetrieb (etwa 1968) wurden diese Hinweise auflackiert.

Im Jahr 1966 wurde ein Gutachten zur Lösung der Nahverkehrsprobleme in Jena vorgelegt, welches die schrittweise Umstellung des Straßenbahnbetriebs auf Busse bis zum Jahr 1985 nahelegte. Kurz darauf entstand das kurzlebige Projekt einer Alweg-Bahn für Jena als innerstädtisches Schnellverkehrsmittel, zudem war die heutige Stadtrodaer Straße als Zubringer zur zukünftigen Trabantenstadt Neu-Lobeda im Bau. Deshalb wurde die Straßenbahnstrecke von Winzerla nach (Alt-)Lobeda am 16. Juni 1967 stillgelegt und durch die Buslinie 13 ersetzt, die Winzerlaer Linie nach Jena-Ost anstatt nach Zwätzen durchgebunden. 

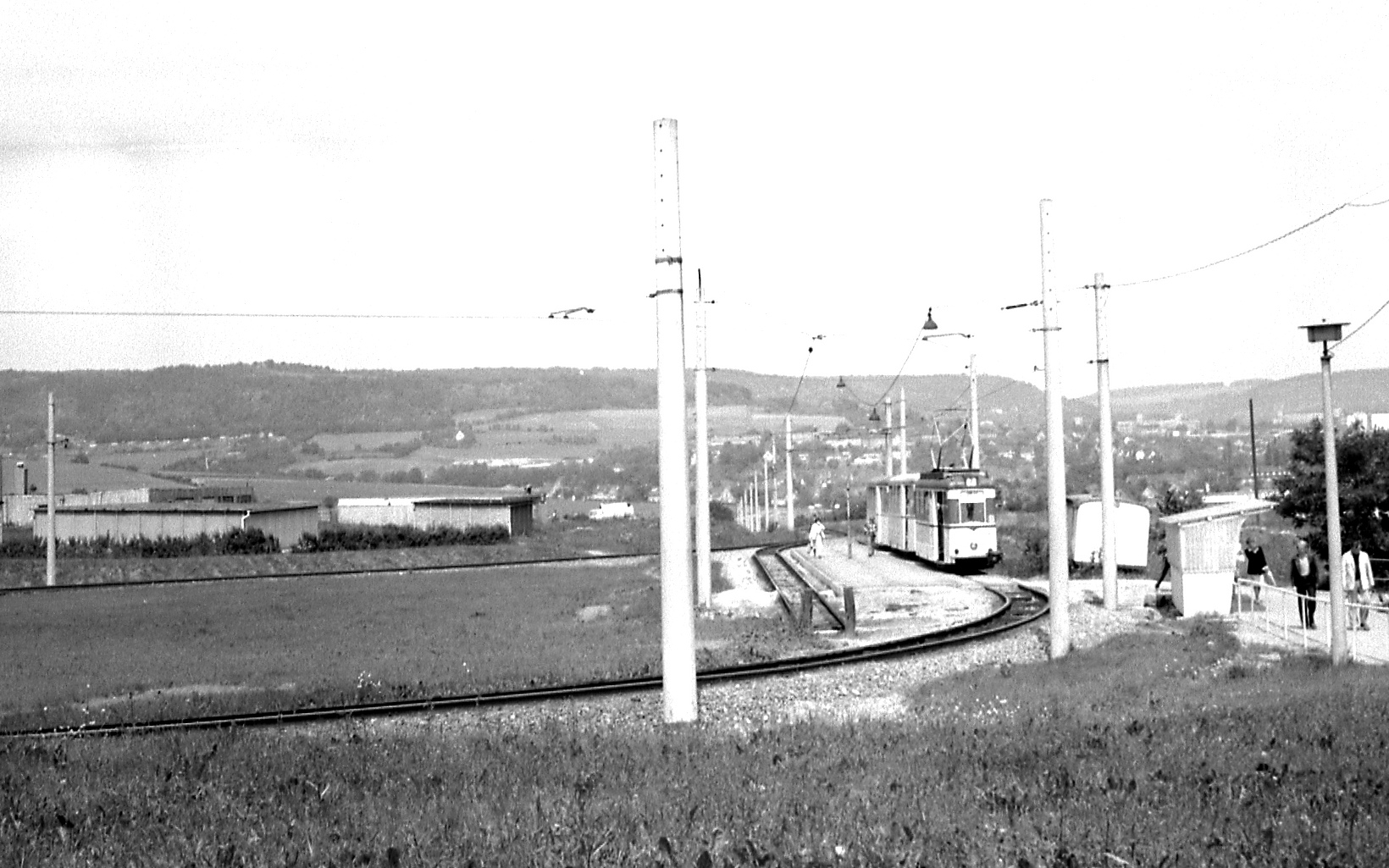
Die von 1969 bis 1986 bestehende Wendeschleife Winzerla

 Um Baufreiheit für das Verwaltungsgebäude des neuen Heizkraftwerkes zu schaffen, baute man gegenüber der alten Ausweichstelle Winzerla, aber westlich der Rudolstädter Straße, eine neue Endstelle als eingleisige Wendeschleife mit Stumpfgleis und neuer Zufahrtstrecke. Diese Anlage wurde am 23. Juni 1969 freigegeben. Einrichtungswagen konnten dennoch nicht vor 1987 im Linienverkehr nach Winzerla fahren, da an drei Haltestellen der eingleisigen Strecke weiterhin nur vom Gehweg aus zugestiegen werden konnte.

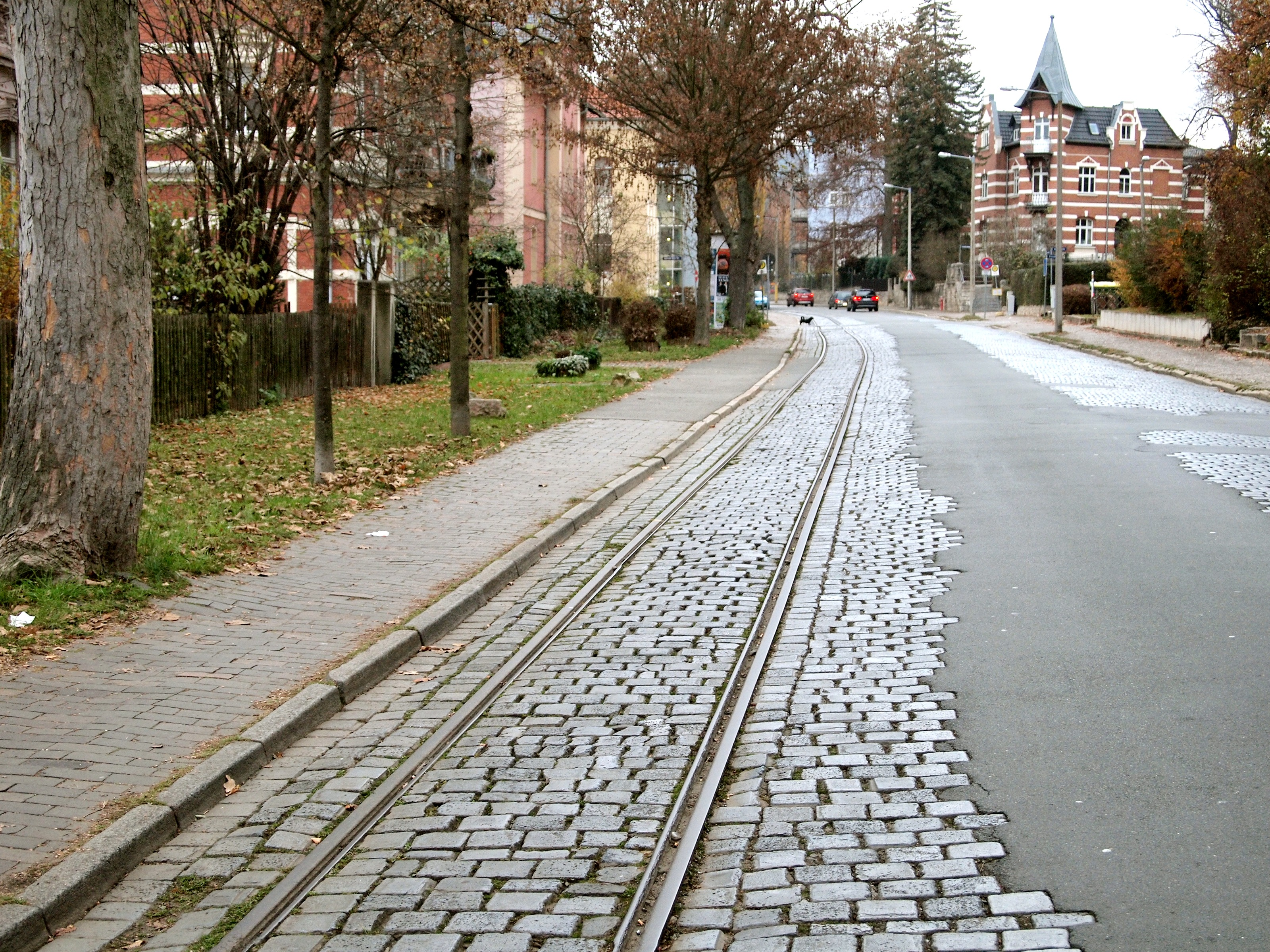
Die Strecke zum Mühltal in der August-Bebel-Straße im November 2011

Die Mühltal-Linie verkehrte fortan nur noch im Berufsverkehr nach Jena-Ost und mit Beiwagen. Außerhalb dieser Zeit fuhren Solo-Triebwagen als Linie 4, die über einen provisorisch im Ernst-Thälmann-Ring (vor dem Kino „Capitol“) eingebauten Gleiswechsel wendeten. Am 1. Juni 1969 wurde die Strecke vom Stadtzentrum zum Mühltal durch die Buslinie 16 ersetzt, der Abbau der Gleise zog sich jedoch bis zum Jahr 2012 hin. Da der Winzerlaer Streckenast nur einen 15-Minuten-Takt Winzerla–Jena-Ost zuließ, verkehrte im Berufsverkehr zusätzlich die Linie 2E mit Zweiwagenzügen aus den ältesten vorhandenen Fahrzeugen vom Stadtzentrum nach Jena-Ost.

### 1970 bis 1990
Inzwischen hatte die Jenaer Straßenbahn mit rund 11,5 km die geringste Streckenlänge seit den 1920er Jahren erreicht, die erst 27 Jahre später wieder vergrößert werden sollte. Im Raum Winzerla wuchs jedoch der Verkehrsbedarf. 

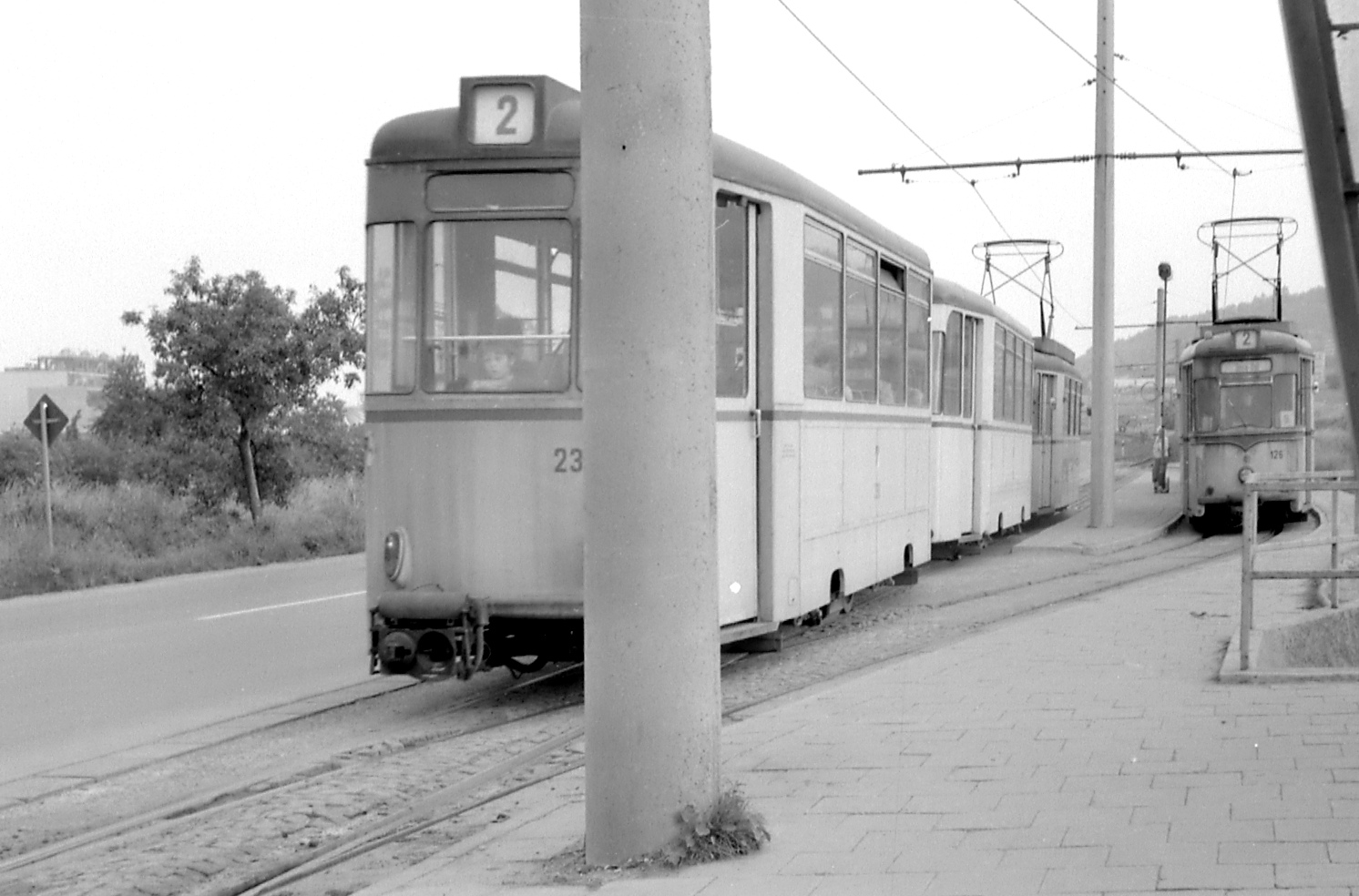
Die 1971 erbaute Ausweichstelle am Kerbelweg

1971 entstand an der Haltestelle Kerbelweg eine Ausweichstelle, um die gesamte Linie 2 im Berufsverkehr im 7,5-Minuten-Takt bedienen zu können; die Linie 2E konnte damit entfallen. Im selben Jahr waren alle Bahnanlagen vom Stadtzentrum in Richtung Norden bis zum Milchhof zweigleisig ausgebaut, so dass vom Stadtzentrum bis Nord II (heute Altenburger Straße) im 3-Minuten-Takt gefahren werden konnte. In Nord II erfolgte das Umsetzen der Triebwagen auf den Hauptgleisen über einen doppelten Gleiswechsel. In den 1970er Jahren entstand noch eine siebengleisige Abstellanlage nördlich der Wendeschleife Zwätzen, um die Platzprobleme im Betriebshof zu lindern. Dagegen wurden der Gleiswechsel am „Capitol“ und alle zum nördlichen Gleis des Teichgrabens führenden Weichen entfernt, da sie kaum noch benötigt wurden, aber stark verschlissen waren. 1974 verschwanden auch die letzten Altbau- und LOWA-Fahrzeuge aus dem Personenverkehr, der nun ausschließlich mit 28 Triebwagen und 53 Beiwagen der Gotha- und Reko-Bauart ablief.

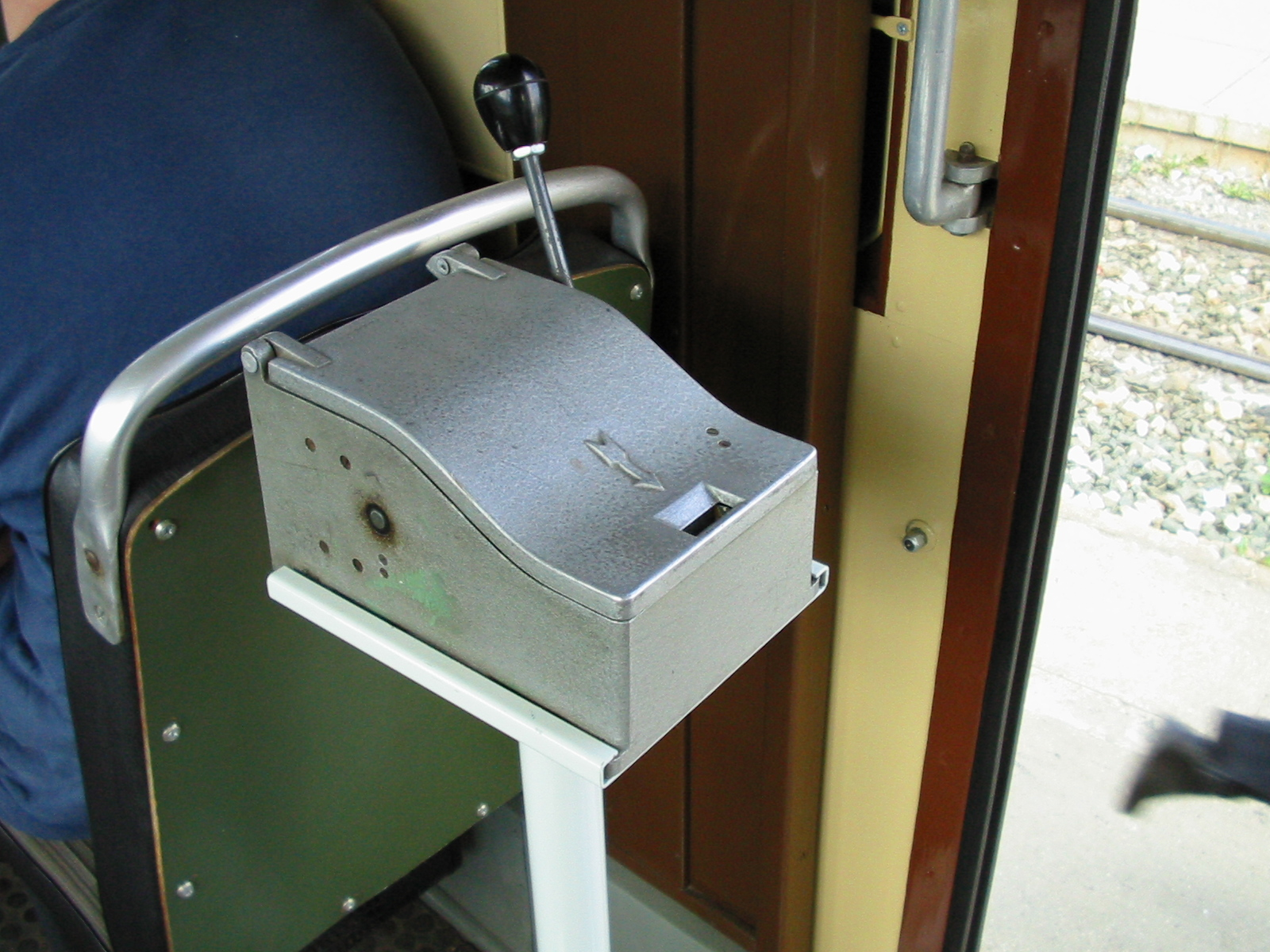
Handbetätigter Druckentwerter, der ab 1975 in Jena eingesetzt wurde

 Am 25. Mai 1975 wurden die Zahlboxen durch Druckentwerter ersetzt; seitdem konnten in den Wagen keine Fahrscheine mehr gekauft werden. Da bis zum Anfang der 1990er Jahre auf Automaten verzichtet wurde, musste ein umfangreiches Netz von Fahrscheinverkaufsstellen mit Personalbedienung unterhalten werden. Trotzdem war abends und am Wochenende der Erwerb von Fahrscheinen schwierig.
1977 umfasste das Liniennetz der Jenaer Straßenbahn folgende Linien:
- Linie 1: Holzmarkt (Stadtzentrum)–Nord II–Zwätzen
- Linie 1E: Holzmarkt (Stadtzentrum)–Nord II (Nur im Berufsverkehr)
- Linie 2: Jena Ost–Holzmarkt (Stadtzentrum)–Winzerla

Am Ende der 1970er Jahre wurde aus außenwirtschaftlichen Gründen die Energiewirtschaft der DDR kurzfristig und nahezu einseitig auf die einheimische Braunkohle als Energieträger ausgerichtet, was mit dem verstärkten Ausbau der elektrisch betriebenen Verkehrsmittel verbunden war. Pläne zur Stilllegung von Straßenbahnnetzen wurden nicht weiter verfolgt. Die Erschließung des Neubaugebietes Winzerla (für 16.000 Einwohner geplant) erfolgte deshalb mit der Straßenbahn, die dazu vom Felsenkeller bis Winzerla in den Jahren 1984 bis 1986 zweigleisig ausgebaut wurde. Ab 27. September 1987 verkehrte die Linie 1 wieder von Winzerla nach Zwätzen. Die Linie 2 verkehrte nur noch im Berufsverkehr von Jena-Ost nach Winzerla, in den übrigen Zeiten nur bis zum Stadtzentrum und mit einem Beiwagen. Damit waren nach rund 15 Jahren erstmals wieder Zweiwagenzüge in Jena im Einsatz.
Die Knappheit von Dieselkraftstoff in der DDR sowie Probleme mit Beschaffung, Qualität und Wintertauglichkeit der in Richtung Lobeda einzusetzenden Busse führten ab 1981 zu Studien, wie das Neubaugebiet Lobeda mit der Straßenbahn erschlossen werden könne. Man versprach sich im Vergleich zum vorhandenen, an ein BRT-System angenäherten Busverkehr auch einen geringeren Personalaufwand, da die Straßenbahnfahrzeuge Züge bilden können. Im Jahre 1985 nannte die Stadtverwaltung das konkrete Ziel, im Fünfjahrplan-Zeitraum 1986–1990 mit dem Bau zu beginnen und Tatra-Straßenbahnen auf dem Netz einzusetzen. Bis zum politischen Umbruch 1989/90 konnten jedoch weder Bauarbeiten aufgenommen noch Neufahrzeuge gekauft werden.

### Seit 1990

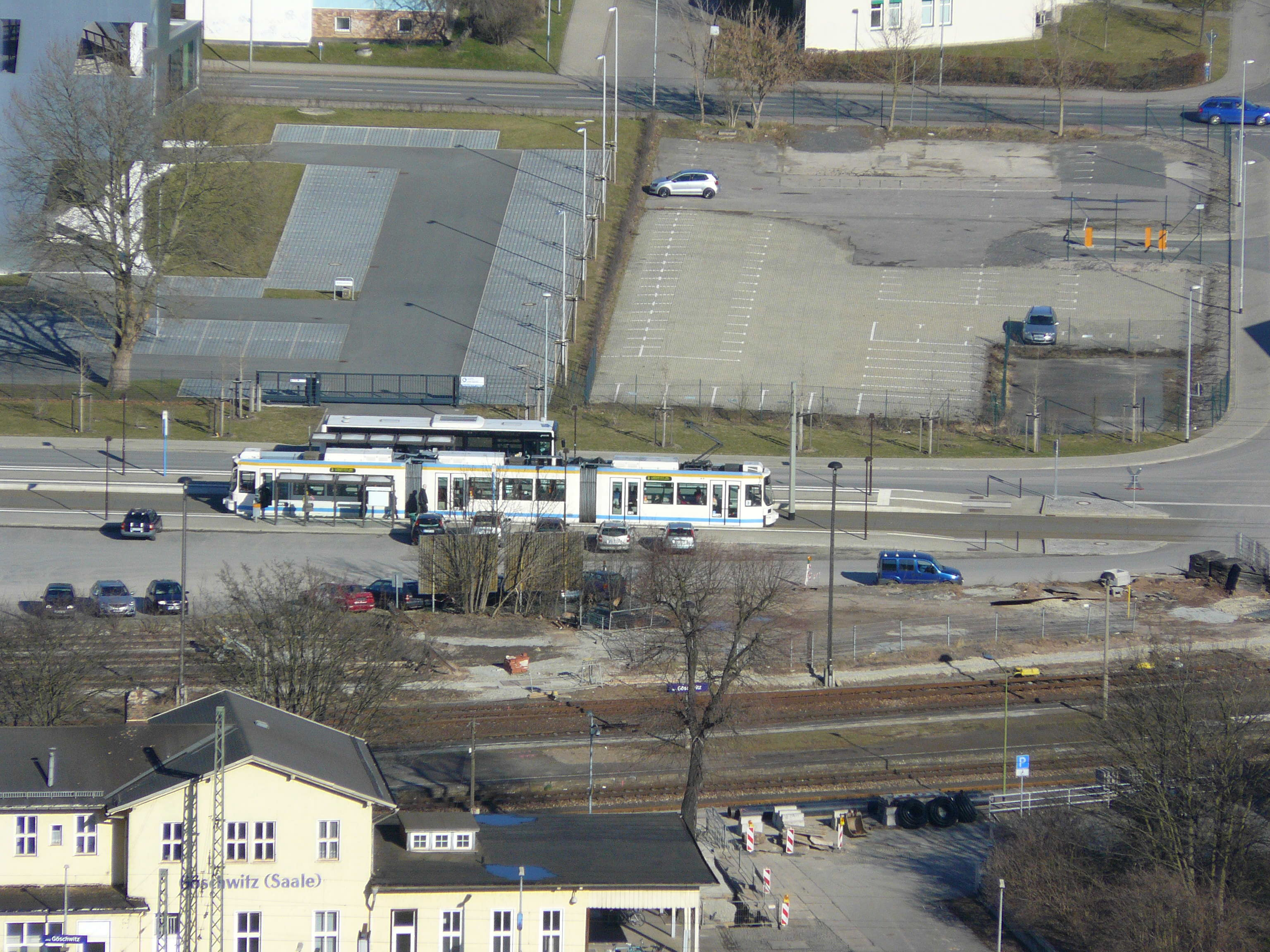
Straßenbahnhaltestelle am Bahnhof Jena-Göschwitz

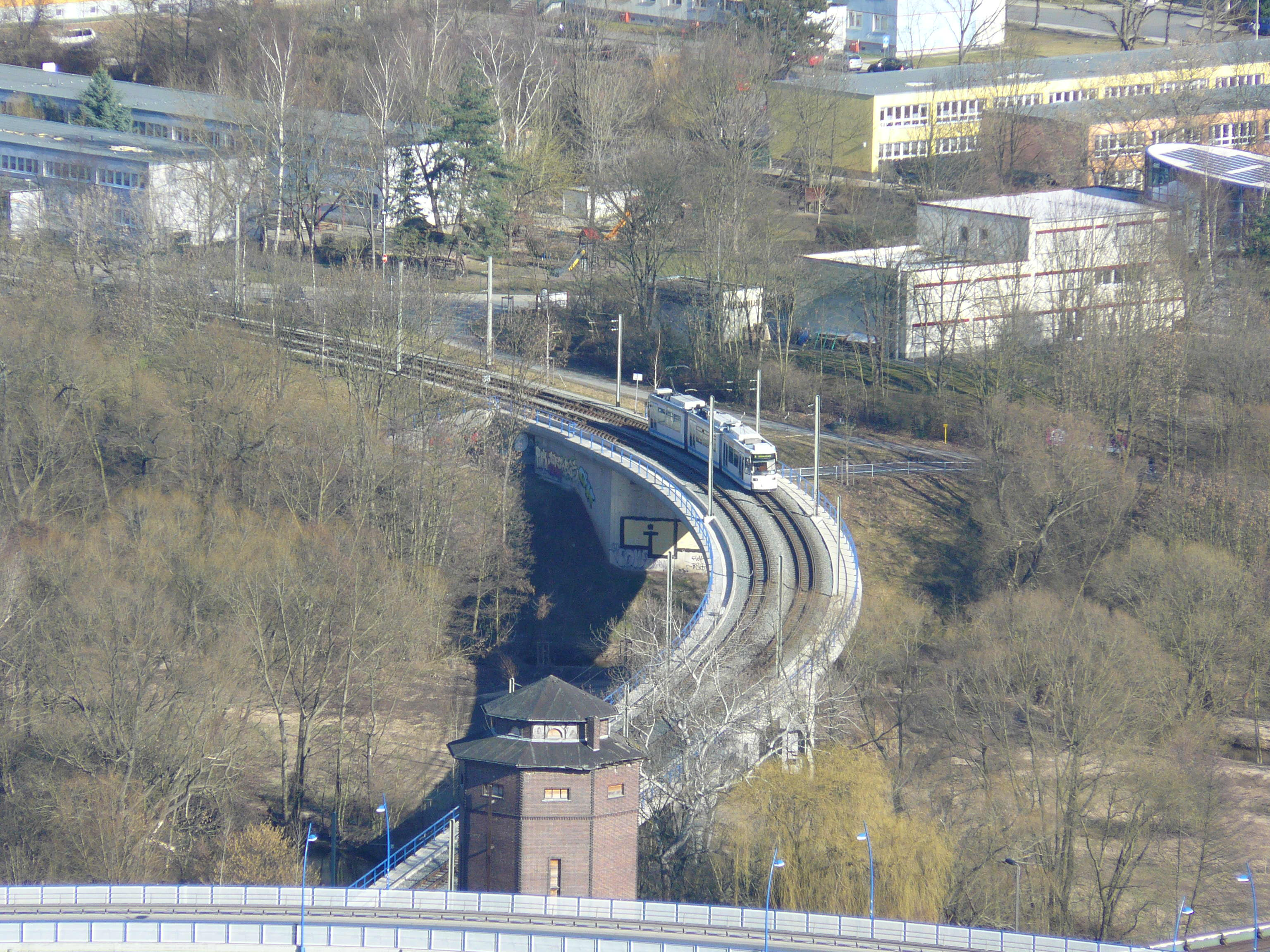
Straßenbahnbrücke über die Saale zwischen Jena Göschwitz und Lobeda

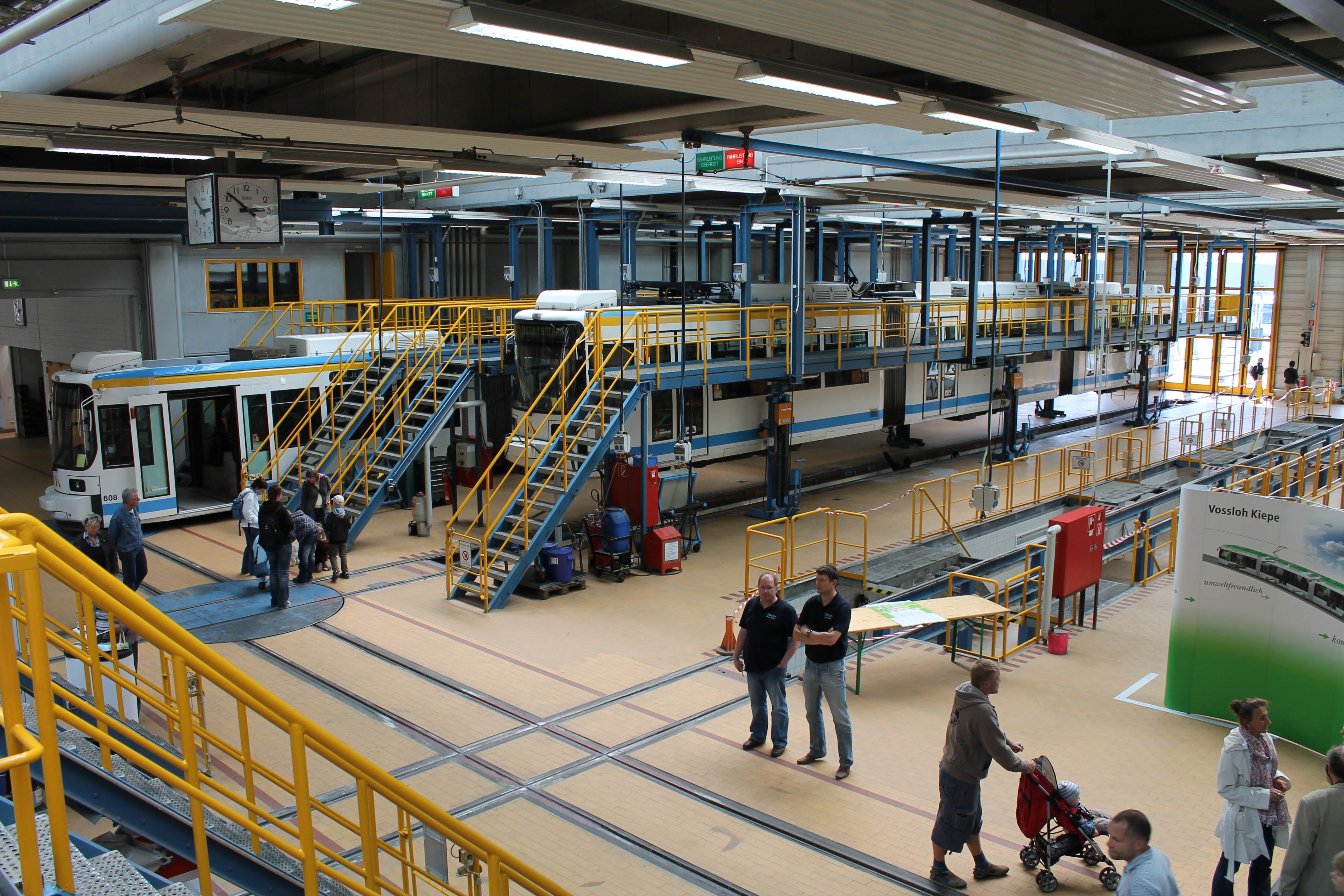
Werkstatt im Betriebshof Burgau

#### Erste Modernisierungen ab 1991
Am 1. Juli 1990 gründete sich die Jenaer Nahverkehrsgesellschaft mbH. Im Oktober 1991 entschieden sich die Stadtverordneten für den Ausbau des Streckennetzes und die Sanierung der bestehenden Linien. Von 1991 bis 1995 wurden die Gleisanlagen nördlich und östlich des Stadtzentrums zum größten Teil erneuert; Vorarbeiten an einigen Abschnitten waren schon seit 1989 erfolgt. Der Abzweig vom Löbdergraben in den Steinweg wurde zum Gleisdreieck erweitert, was im Bedarfsfall einen direkten Verkehr zwischen Jena-Nord und Jena-Ost ermöglicht. Die Blockumfahrung vom Holzmarkt zum Teichgraben wurde 1992 wegen der Umgestaltung des Engelplatzes abgebaut; dafür entstand zum Wenden der Linie 2 eine Stumpfendstelle im Teichgraben, indem die vom Holzmarkt ehemals in Richtung Mühltal führende Weiche wieder eingebaut wurde.
Die Abstellanlage östlich des Betriebshofes Dornburger Straße erhielt eine Waschanlage, zwei Durchfahrgleise und eine nördliche Ausfahrt durch die Clara-Zetkin-Straße; der Anschluss an die Strecke erfolgt jetzt über Gleisdreiecke. Damit konnten erstmals seit Bestehen der Jenaer Straßenbahn Fahrzeuge ohne Rangierbewegungen im Betriebshof wenden. Im Jahr 1994 erfolgte die Einführung eines rechnergestützten Betriebsleitsystems. Mit drei neu bzw. wieder eröffneten Haltestellen an der Strecke nach Zwätzen (Universität, Scharnhorststraße, Naumburger Straße) wurde die Flächenerschließung verbessert.

#### Die Netzerweiterung nach Lobeda
Am 16. Juni 1993 erfolgte der erste Spatenstich für die Neubaustrecken in Richtung Lobeda in der Erlanger Allee. Zu diesem Projekt gehört auch ein moderner Betriebshof in Burgau, der jedoch zunächst nur als Abstellanlage und Betriebswerkstatt eingerichtet wurde; die Grundsteinlegung für den Bau der Hauptwerkstatt fand im Juli 1998 statt.
Das neue Netz im Süden Jenas wurde von den Endpunkten in Richtung Stadtzentrum gebaut, da im Raum Lobeda/Burgau die Planungen einfach und teilweise bereits Flächen für die Bahn freigehalten worden waren. Zwischen den Haltestellen Burgaupark und Lobeda konnte auf rund 600 m der von 1934 bis 1967 bestehenden Streckenführung gefolgt werden. Die Einführung in das Stadtzentrum erfolgte mit der Neubaustrecke Kronengasse–Am Volksbad; die alte Strecke von Winzerla wurde über die Knebelstraße daran angebunden. Im Stadtzentrum wurde der Gleiskörper entlang des Löbder- und Teichgrabens von der Mitte an die Nordseite der Fahrbahn verlegt und zum neuen Endpunkt „Ernst-Abbe-Platz“ geführt. Alle Abzweige der neuen Strecken wurden als Gleisdreiecke ausgeführt, was direkte Verbindungen zwischen allen Endpunkten ermöglicht. Bei besonderen Anlässen kann beispielsweise ein Ringverkehr um die Oberaue gefahren werden.
Vom 1. bis 6. April 1996 fuhren die ersten Bahnen auf einem Teilabschnitt des Neubaunetzes: Zwischen Lobeda-Ost und Lobeda-West fand ein öffentlicher Pendelverkehr mit zwei Gotha-Triebwagen im 20-Minuten-Takt statt, um die Bahnanlagen vor Ablauf der Garantiezeit auf Mängel zu prüfen. Die Wagen waren dafür per Straßentransport an die Strecke gebracht worden, da zum übrigen Netz noch keine Verbindung bestand. Am 16. Dezember 1996 wurde die Strecke vom Gleisdreieck Damaschkeweg nach Lobeda-Ost freigegeben und von der Linie 3 Winzerla–Lobeda-Ost befahren. Genau ein Jahr später, am 16. Dezember 1997, wurde die komplette Neubaustrecke vom Stadtzentrum über die Oberaue und Burgau zu den beiden neuen Endpunkten Lobeda-Ost und Lobeda-West feierlich eröffnet. Die alte Strecke im Zuge der Neugasse wurde stillgelegt und bald danach abgebaut.

#### Die Niederflurwagen kommen – die Gothawagen gehen
Das erweiterte Streckennetz erforderte mehr und modernere Fahrzeuge; entsprachen die Jenaer Straßenbahnen doch dem technischen Stand der 1930er Jahre. Am 16. Dezember 1995 wurde der erste Niederflurwagen nach Jena geliefert. In zwei Lieferlosen folgten 1996 und 1997 je neun weitere Wagen. Diese 19 Fahrzeuge gestatteten nur die Bedienung der Linien zwischen dem Stadtzentrum bzw. Winzerla und Lobeda sowie einzelne Fahrten auf der Linie 1. Da ein kompletter Ersatz der Altbauwagen durch Neufahrzeuge (der errechnete Bedarf betrug 36 bis 38 Wagen) um diese Zeit nicht finanzierbar war, wurde eine Option auf 20 weitere Niederflurwagen mit der Firma ADtranz vereinbart. Davon wurden jedoch, wiederum aus finanziellen Gründen, nur 14 Stück abgerufen und von Frühjahr 2002 bis Mai 2003 angeliefert.

Der knappe Bestand an Gelenkwagen hatte bis dahin zeitweise zu Problemen geführt; so musste von 1998 bis 2002 die Linie 3 werktags in Lobeda-West gebrochen und von dort bis Winzerla mit Gothawagen befahren werden. 

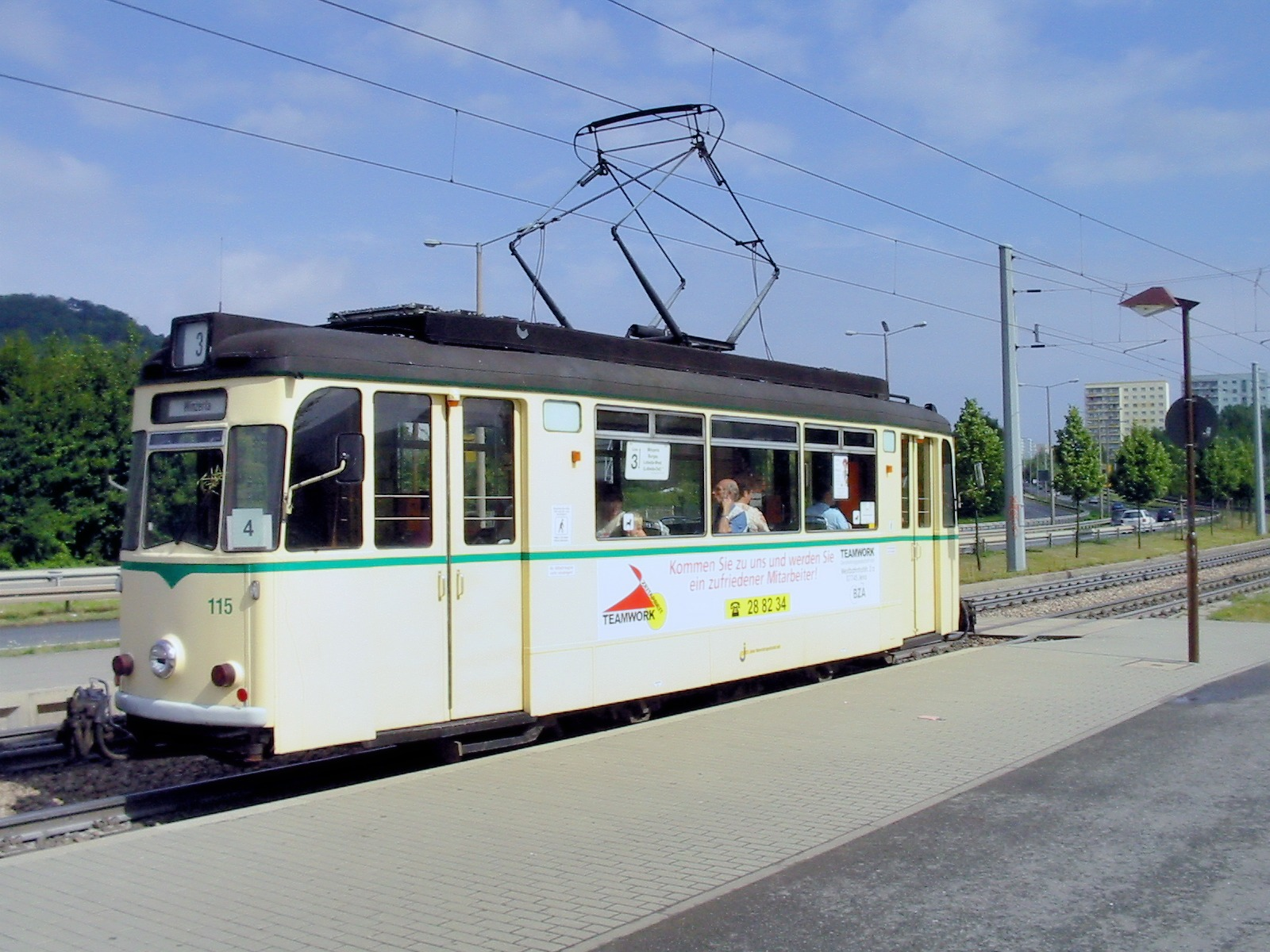
Gothawagen als GT6M-Ersatzfahrzeug an der Haltestelle Lobeda im Juli 2003

 Der Abschnitt Lobeda-Ost–Lobeda-West der Linie 3 wurde bei unfallbedingtem Fahrzeugmangel im Schienenersatzverkehr bedient. Die Niederflurwagen erreichten in dieser Zeit sehr hohe Laufleistungen, die Hauptuntersuchung war mitunter schon nach fünf Jahren fällig. Hierzu trug auch der zum Fahrplanwechsel 1998 eingeführte durchgehende Nachtverkehr zwischen Zwätzen und Lobeda-Ost (40-min-Takt an allen Tagen der Woche) bei.

Im Sommer 2003 verfügte die JeNah über genügend Niederflurfahrzeuge, um einen geregelten Straßenbahnbetrieb zu gewährleisten, und konnte die Gothawagen aus dem Linienbetrieb entfernen. Ursprünglich nicht geplant, erfolgte ihr letzter Einsatz beim Inselbetrieb nach Jena-Ost während der Renovierung der Camsdorfer Brücke von April 2004 bis April 2005. 

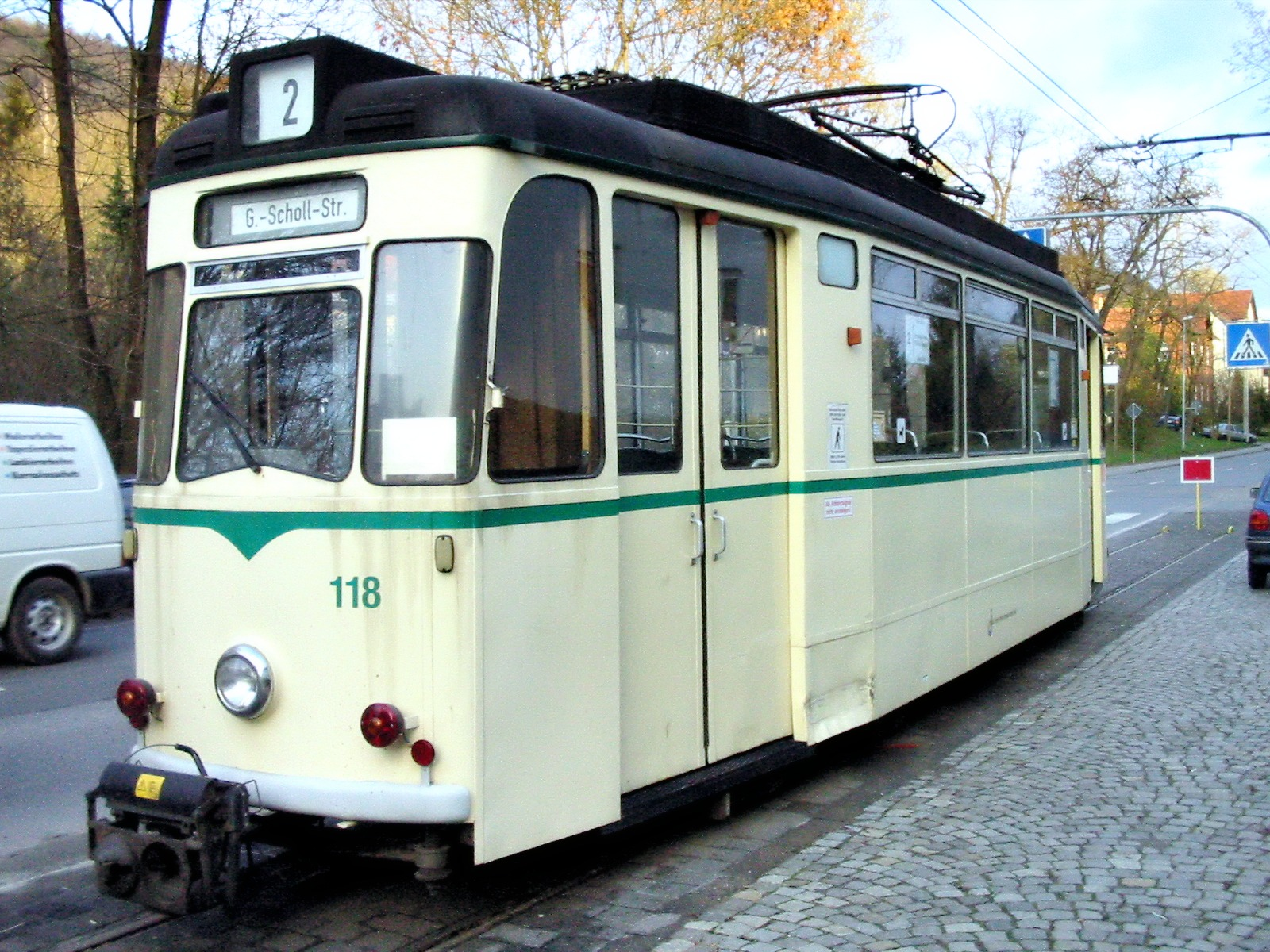
Triebwagen 118 endgültig abgestellt am Streckenende in Jena-Ost, November 2004

Diese Baustelleneinsätze (und damit der Einsatz von T57) endeten am 31. Oktober 2004.

#### Die Neubaustrecke nach Göschwitz
Von 2007 bis 2009 wurde zwischen Burgau und Lobeda-West durch Göschwitz eine neue Strecke gebaut, die das Gewerbegebiet und den Bahnhof erschließt. Das erste Teilstück wurde zwischen Lobeda-West und dem Göschwitzer Bahnhof am 20. Mai 2009 fertiggestellt und wurde seitdem von der Linie 3 planmäßig befahren. Der Betrieb erfolgte aber noch mit Einschränkungen der Bedienungshäufigkeit. Am 17. Dezember 2009 wurde das zweite Teilstück zwischen Göschwitz und Burgau feierlich eröffnet, und es wurde gleichzeitig ein neues Liniennetz eingeführt. Der Abzweig östlich der Haltestelle Burgaupark wurde, abweichend von den Neubauten der 1990er Jahre, nicht als Gleisdreieck ausgeführt. Die Strecke berührt die Alte Saalebrücke Jena-Burgau, die bis 1934 bereits auf anderer Streckenführung von der Straßenbahn erreicht wurde, und hat dort eine Haltestelle.

#### Entwicklungen ab 2011: Traminos, Fahrplan-Verbesserungen

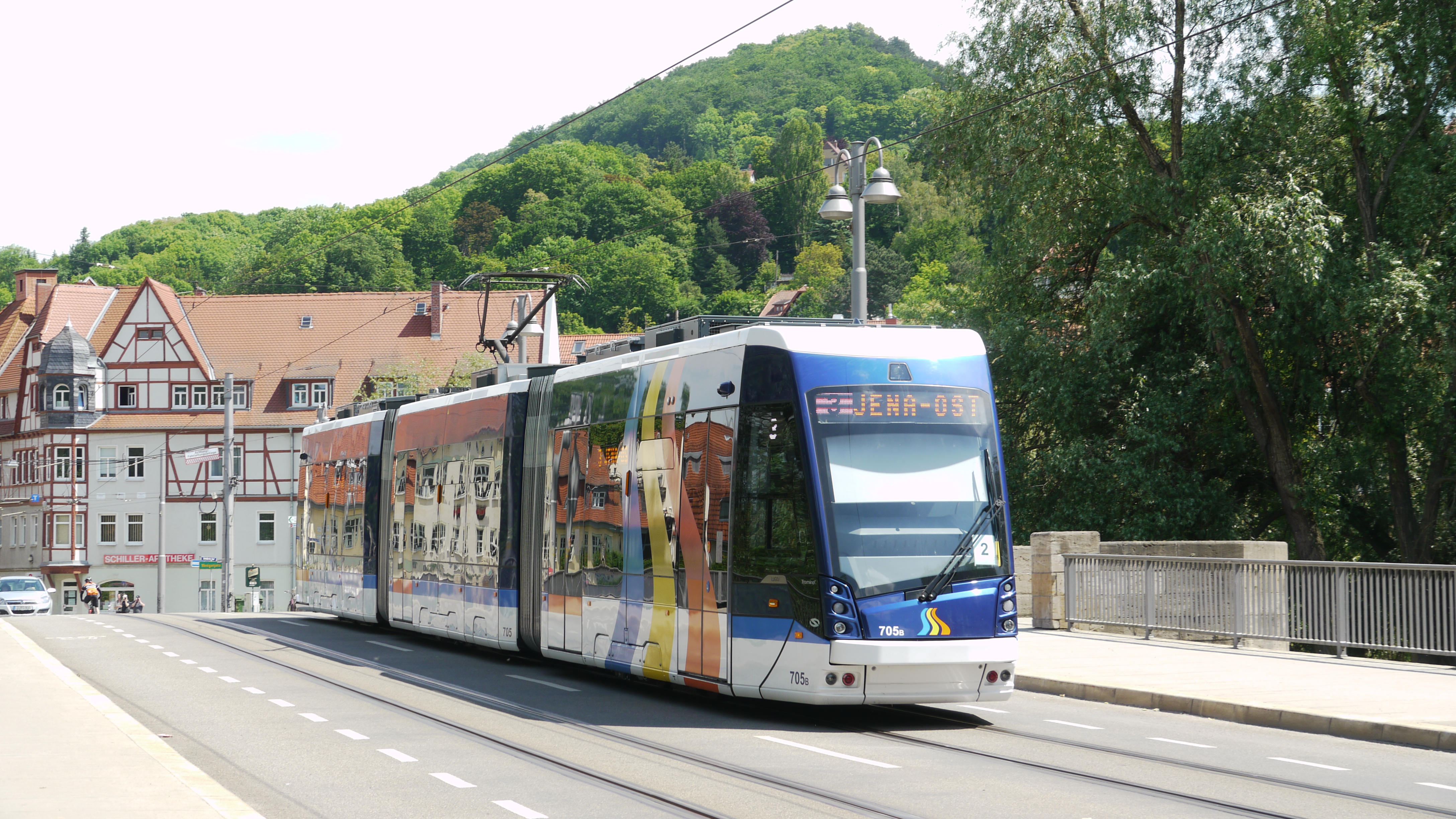
Die Solaris Tramino 705 Lugoj auf der Camsdorfer Brücke Richtung Jena-Ost

Am 11. Juni 2011 haben Vertreter des Jenaer Nahverkehrs in Polen den Vertrag über 5 neue 3-teilige Solaris Tramino unterschrieben, die bis zum 2. Quartal des Jahres 2013 die jährliche Fahrleistung auf 2.375.100 Kilometer erhöhen sollen. Dabei soll insbesondere die Strecke Winzerla – Burgau – (Alt)Lobeda – Lobeda-Ost besser bedient werden.
Zum Fahrplanwechsel im Dezember 2015 kam es zu einer weiteren Veränderung im Bereich Winzerla. Ab sofort fahren alle Bahnen zwischen Jena-Ost und Winzerla als Linie 2 im Zehnminuten-Takt. Von dort aus fährt jede zweite Bahn weiter als Linie 3 weiter nach Lobeda-Ost. Sonnabends und sonntags fahren die Linien 2 und 3 beide im Zwanzigminutentakt und gehen damit in Winzerla ineinander über.

#### Neubaustrecke ins Himmelreich
Im September 2017 wurde die Planfeststellung für den zweigleisigen Ausbau des Streckenastes nach Zwätzen und die Neubaustrecke ins Himmelreich erlassen. Die Bauarbeiten begannen am 7. September 2018; im ersten Bauabschnitt (Kreuzung Camburger Straße/Naumburger Straße/Am Egelsee bis Kreuzung Naumburger Straße/Flurweg) dauerten sie bis August 2020 an. Dabei wurde der gesamte Straßenraum einschließlich aller unterirdischen Installationen vollständig umgebaut. Die Wendeschleife Zwätzen erhielt zuvor eine Bitumenfahrbahn zum Wenden der Busse des Schienenersatzverkehrs.

## Linien

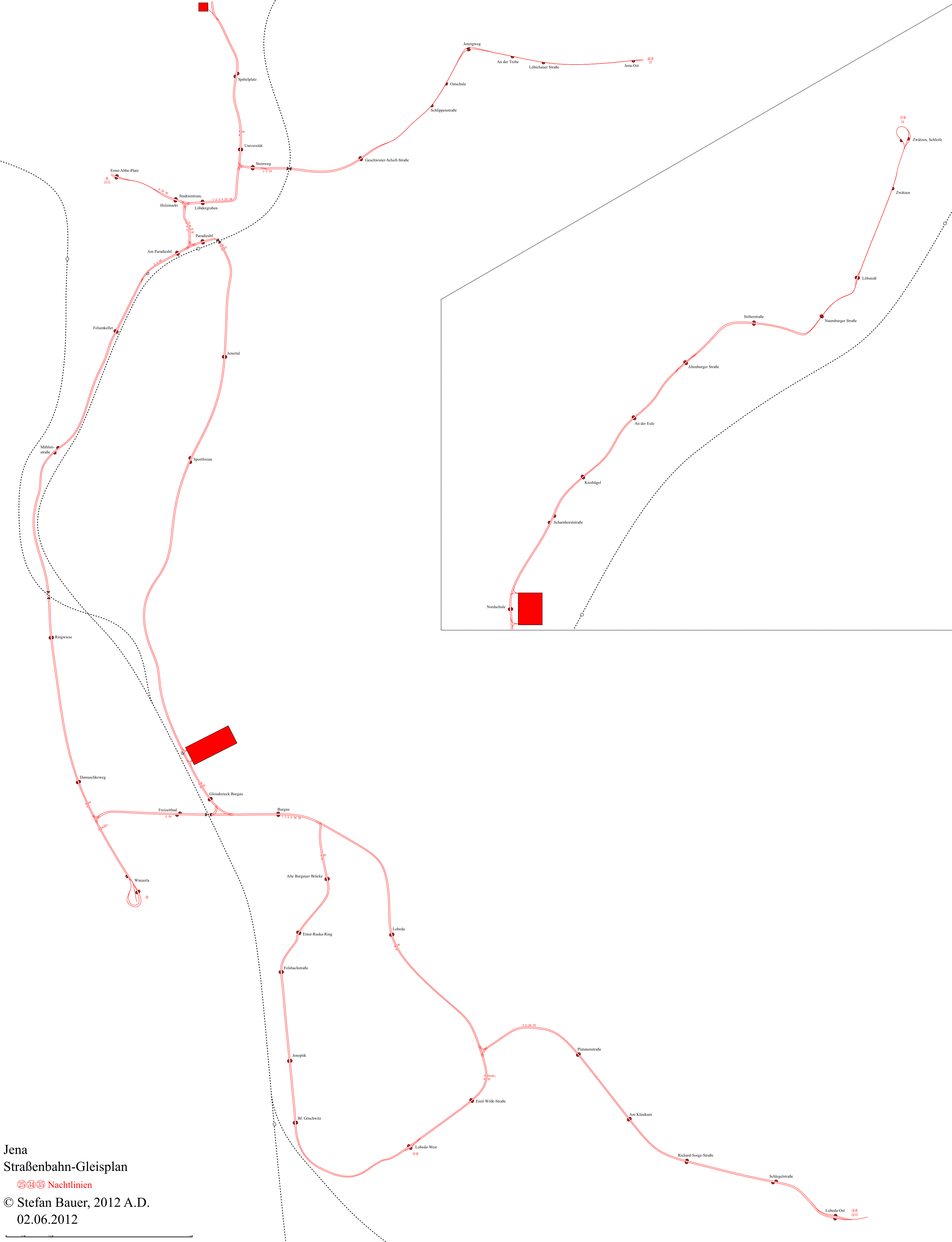
Gleisplan der Jenaer Straßenbahn (Stand 2012)

Am 17. Dezember 2009 wurde in Folge der Neubaustreckeneröffnung Göschwitz–Burgau ein neues Liniennetz eingeführt.

### Tagnetz
| Linie   | Verlauf | Takt (Minuten)  |
| ------- | --- | --------------- |
| Linie 1 | Zwätzen – Stadtzentrum – Burgaupark – Bahnhof Göschwitz – Lobeda-West (– Lobeda-Ost nur nachts)              | 20 60 (0–4 Uhr) |
| Linie 2 | Jena-Ost – Stadtzentrum – Ringwiese – Winzerla – (weiter als Linie 3 Mo–Fr im Tagesverkehr nur jede 2. Bahn) | 10 60 (0–4 Uhr) |
| Linie 3 | (von Linie 2) – Winzerla – Burgaupark – Bahnhof Göschwitz – Lobeda-West – Lobeda-Ost                         | 20              |
| Linie 4 | Zwätzen – Stadtzentrum – Burgaupark – (Alt-)Lobeda – Lobeda-West                                             | 20              |
| Linie 5 | Ernst-Abbe-Platz – Stadtzentrum – Burgaupark – (Alt-)Lobeda – Lobeda-Ost                                     | 7/8             |

Außerhalb der Schulferien wird morgens und nachmittags auf den Linien 1, 4 und 5 der Takt verdichtet.
Die Linien 1 und 4 verkehren im fliegenden Wechsel, in Lobeda-West gehen die Wagen dann jeweils in die andere Linie über. Zwischen der Endstelle Zwätzen und Burgaupark überlagern sich beide Linien zu einem 10-Minuten-Takt.
Bis zum Fahrplanwechsel im Dezember 2017 verkehrte die Linie 1 nur montags bis freitags, danach wurde ihr Betrieb auf alle Wochentage ausgedehnt. Darüber hinaus fahren seitdem im Spät- und Nachtverkehr die Tageslinien im 30-Minuten-Takt bis gegen Mitternacht über ihre üblichen Linienwege, danach die Linien 1 und 2 im Stundentakt, wobei die Linie 1 über Lobeda-West bis Lobeda-Ost verkehrt. Das bis dahin bestehende Nachtnetz (s. u.) entfiel damit.

### Spät- und Nachtverkehrsnetz
Bis zum Fahrplanwechsel im Dezember 2017 gab es ein separates Spät- und Nachtverkehrsnetz, welches aus folgenden Linien bestand:
| Linie | Verlauf                                                                     | Takt (Minuten)  | letzte Fahrt ab Zentrum                    |
| ----- | --------------------------------------------------------------------------- | --------------- | ------------------------------------------ |
| 33    | Jena-Ost – Stadtzentrum – Ernst-Abbe-Platz                                  | 30              | kurz vor Mitternacht                       |
| 34    | Zwätzen – Stadtzentrum – Winzerla – (Alt-)Lobeda – Lobeda-West – Lobeda-Ost | 30 40 (0–4 Uhr) | durchgehender Betrieb an allen Wochentagen |
| 35    | Ernst-Abbe-Platz – Burgaupark – Bf. Göschwitz – Lobeda-Ost                  | 30              | kurz nach Mitternacht                      |

## Baugeschehen/Ausbaupläne
Der Verkehrsentwicklungsplan der Stadt Jena betrachtet im Planfall P2:
- Die Verlängerung der Strecke im Stadtteil Zwätzen um mehrere Stationen bis ins Himmelreich mit Endstation an der nördlichen Einmündung der Carl-Orff-Straße aufgrund der Erschließung neuer Wohngebiete an der nördlichen Peripherie Jenas (Länge ca. 750 m): Voraussetzung dafür ist der zweigleisige Ausbau der noch eingleisigen Strecke zwischen der Haltestelle Naumburger Straße und Zwätzen, damit sich Straßenbahnzüge auch in diesem Abschnitt begegnen können. Außerdem wird damit die Forderung im §15, Abs. 5 BOStrab umgesetzt und die Verkehrssicherheit verbessert. Die Kosten des Vorhabens werden auf acht Millionen Euro geschätzt. Im September 2018 begannen die Bauarbeiten. Voraussetzung war ein Stadtratsbeschluss und die Zusage über Fördermittel. Den zweigleisigen Ausbau bis Zwätzen wird die Stadt selbst finanzieren müssen, da für straßenbündige Neubauten keine Fördermittel zur Verfügung gestellt werden. Ab Zwätzen war für die neue Trasse zunächst ein eigener Gleiskörper vorgesehen.[12] Im Sommer 2016 wurde das Planfeststellungsverfahren begonnen; nach kontroverser Diskussion wird nun doch eine straßenbündige Gleislage auf der Gesamtstrecke angestrebt. Die in ersten Plänen noch beibehaltene Wendeschleife Zwätzen soll zugunsten einer Stumpfendstelle an der Haltestelle Naumburger Straße aufgegeben werden.[13]
- Die Erschließung des Gewerbeareals Lobeda-Süd (Länge ca. 1.400 m): Abzweig ab Karl-Marx-Allee in die Emil-Wölk-Straße, diese bis an die Autobahn und dann darüber hinaus weiter zur Brüsseler Straße, um dieser östlich zu folgen.
- Die Verlängerung nach Jenaprießnitz/Wogau (Länge ca. 2.400 m): Weiterführung über die Karl-Liebknecht-Straße hinaus, umschwenkend zur Löbichauer Straße und dieser folgend bis an den Ort heran.
- Die Partei „Bündnis 90/Die Grünen“ regte im Mai 2009 an, die Linie 5 vom Ernst-Abbe-Platz entlang der Leutra (durch Umwandlung des Fußwegs in eine Straßenbahntrasse) in Richtung der westlichen Vorstadt zu verlängern, u. a. um die Einrichtungen der Universitätsklinik im westlichen Teil Jenas mit dem Klinikum 2000 in Lobeda-Ost zu verbinden. Im Zeitraum 2016/2017 werden fast alle Kliniken nach Lobeda verlegt und der Bedarf einer solchen Verlängerung der Linie 5 ist derzeit nicht mehr gegeben. Der Plan der Verlängerung wird derzeit nicht mehr verfolgt.

2020 wurde ein Entwurf des ÖPNV-Konzepts „Jena 2030+“ veröffentlicht. Darin wird zusätzlich zur genannten Expansionen ins Himmelreich folgende Verlängerungen des Straßenbahnnetzes empfohlen:
- Eine neue Straßenbahntrasse soll durch Jena-West, Jena-Süd, Lichtenhain und Ammerbach entstehen. Damit soll insbesondere der Westbahnhof als meistfrequentierter Bahnhof der Stadt an das Straßenbahnnetz angeschlossen werden, wodurch der geplante Ausbau des Bahnhofs zu einem Mobilitätsverknüpfungspunkt ermöglicht wird. Damit wäre das Straßenbahnnetz direkt an die Mitte-Deutschland-Verbindung und damit die Thüringer Städtekette angebunden. Auch im Fokus stehen die Anbindung des Gewerbegebiets Tatzendpromenade mit Jenapharm, der Werke von Schott und Zeiss, der Ernst-Abbe-Hochschule und des Beutenberg-Campus.  Die Linie würde nach der Haltestelle Teichgraben nach Süden auf die Schillerstraße abknicken. Von dort aus gilt aufgrund der Topographie und vorhandenen Straßen und Bebauungen als einzige realistische Trassenführung eine straßenbündige Ausführung entlang Westbahnhofstraße – Magdelsteig – Tatzendpromenade – Carl-Zeiß-Promenade – Hermann-Löns-Straße – Winzerlaer Straße, wo sie vor der Haltestelle Enver-Şimşek-Platz in die bestehende Trasse münden würde. Die Kosten für den Neubau werden auf über 50 Millionen Euro geschätzt. Diese Strecke weist von allen möglichen Neubaustrecken das höchste Fahrgastpotenzial auf. Sie wird momentan von 3 Buslinien bedient, welche teilweise deutlich höhere Fahrgastzahlen erreichen als die bisher einzige Straßenbahnlinie in Jena-Süd (Linie 2 entlang der Kahlaischen Straße). Die Stadt geht davon aus, dass das Verkehrsaufkommen auf dem Streckenabschnitt im Westbahnhofgebiet durch den Neubau des Zeiss-Hightech-Standorts und den geplanten Campus für Sozialwissenschaften der Friedrich-Schiller-Universität Jena perspektivisch noch weiter steigen wird.  Bei derzeit (Februar 2024) stattfindenden Planungen zur Neugestaltung des Westbahnhofsareals (inklusive Westbahnhofstraße und Engelplatz) ist die neue Straßenbahntrasse in allen Entwürfen fest eingeplant. Ein Rahmenplan soll im Laufe des Jahres 2024 fertiggestellt werden.[15]

Das Konzept untersucht auch 3 weitere mögliche Erweiterungen, kommt aber zum Ergebnis, dass alle 3 momentan nicht ausreichend begründbar wären:
- Jena-Ost/Wogau: Eine solche Erweiterung wäre laut ÖPNV-Konzept „Jena2030+“ nur dann begründbar, wenn das Bevölkerungswachstum der betroffenen Gebiete stärker als prognostiziert ausfällt.
- Lobeda-Süd und Zöllnitz: Nach Feststellung eines Erschließungsdefizits im Verkehrsentwicklungsplan Jena 2002 wurde eine Buslinie zwischen Lobeda-West und Lobeda-Ost über Lobeda-Süd eingerichtet, welche momentan nur gering ausgelastet ist. Allerdings könnte eine neue Straßenbahntrasse Lobeda-Süd direkt mit dem Stadtzentrum verbinden und dadurch attraktiver als die bisherige Busverbindung sein, wodurch Fahrgastzahlen steigen könnten. Außerdem liegt hier noch unbebaute Fläche vor, auf denen perspektivisch ca. 1000 weitere Arbeitsplätze geschaffen werden könnten. Allerdings ist das Gebiet sehr gut über Bundesstraßen und die Bundesautobahn 4 erschlossen, sodass fraglich ist, wie viele der Beschäftigten tatsächlich die Straßenbahn nutzen würden. Eine Ausweitung der Strecke bis nach Zöllnitz wird ebenfalls thematisiert; für diese gilt das Fahrgastpotenzial aber als nicht straßenbahnwürdig, selbst bei Einbeziehung eines geplanten Büromarkt-Neubaus mit ca. 600 Mitarbeitern. Empfohlen wird statt einer neuen Straßenbahntrasse, die direkte Verbindung in die Innenstadt über Busse herzustellen.
- Jena-West: Bis zum Jahr 1969 bestand bereits eine Straßenbahntrasse durch Jena-West bis ins Mühltal. Mit einer Wiedereinrichtung einer solchen Linie könnte man das Sanierungsgebiet „westliche Innenstadt“ an das Straßenbahnnetz anbinden, aber das Fahrgastpotenzial wird aufgrund der Nähe zur bereits angebundenen Innenstadt als gering eingeschätzt. Darüber hinaus verkehren bereits zwei Buslinien relativ parallel auf der Humboldtstraße und Lutherstraße; würde man beide durch nur eine Straßenbahnlinie ersetzen, würden sich die Zugangswege zu den Haltestellen verlängern und damit die Erschließungsqualität sinken. „Kompromisslösungen“ in der Mitte der beiden Busrouten (z. B. über die Semmelweißstraße, August-Bebel-Straße, das ehemalige Klinikgelände oder entlang der Leutra) werden aufgrund von extremen Engstellen, Bebauung und Klima- und Denkmalschutzgründen ausgeschlossen. Das Konzept sieht daher den Straßenbahnbau als kaum möglich und die Busanbindung als ausreichend.

## Fahrzeuge

### Nummerierung der Fahrzeuge

#### 1901 bis 1963
Die Fahrzeuge wurden fortlaufend, mit 1 beginnend, nummeriert. Triebwagen trugen ursprünglich Nummern unter 30, Beiwagen ab 30. Die höchste in diesem System erreichte Nummer ist 71; einige Nummern wurden bis zu dreimal mit verschiedenen Fahrzeugen belegt.

#### 1964 bis 1980
Die Fahrzeuge wurden dreistellig nummeriert. Die Nummern der Triebwagen begannen mit 1, die der Beiwagen mit 2, die der Arbeitswagen mit 4. Wagen, deren Ausmusterung absehbar war, wurden an das Ende der Hundertergruppe gesetzt.

#### 1981 bis 1992
Mit dem Anschluss des Jenaer Nahverkehrs an das Verkehrskombinat Gera wurde das in vielen DDR-Verkehrsbetrieben übliche EDV-Nummernschema aus Fahrzeug-Baureihe, Ordnungsnummer und Kontrollziffer eingeführt, dem die kombinatsinterne Betriebsteil-Kennziffer („7“ für Nahverkehr Jena) vorangestellt wurde. Daraus ergaben sich achtstellige Nummern.

#### Seit 1993
Innerhalb einer Fahrzeuggattung wird wieder laufend dreistellig nummeriert. Die Nummern der Gotha-/Reko-Wagen beginnen mit 1, die der GT6M-ZR mit 6, die der Tramino-Fahrzeuge mit 7. Für Sonderfahrzeuge gibt es keine einheitliche Regelung; teilweise wird der letzte Teil der EDV-Nummer aus den 1980er Jahren weiter benutzt.

### Fahrzeuge für den Linienverkehr

#### 1901
Am 6. April 1901 begann der Straßenbahnbetrieb in Jena mit 17 Motorwagen (Triebwagen) und vier Beiwagen von der Aktiengesellschaft Breslau. Die Triebwagen bekamen die Nummern 1–17, die Beiwagen die Nummern 30–33. Fünf der Triebwagen wurden um 1930 zu Beiwagen (Nr. 38–42) umgebaut, weitere zu Arbeitstriebwagen umgenutzt und einige Fahrgestelle für den Aufbau von Güterloren verwendet. Die Beiwagen 40, 41 und 42 wurden erst 1959 ausgemustert. Mit 58 Jahren waren sie die am längsten in Jena eingesetzten Personenfahrzeuge. Der letzte Arbeitstriebwagen dieses Typs wurde 1966 verschrottet.

#### 1909
Von der Norddeutschen Waggonfabrik Bremen wurden vier Beiwagen bezogen und mit den Nummern 34–37 bezeichnet. Sie wurden zwischen 1959 und 1963 ausgemustert.

#### 1914
Wegen des wachsenden Beförderungsbedarfs und der Streckenverlängerung wurden von der AG für Fabrikation von Eisenbahnmaterial Görlitz fünf neue Triebwagen beschafft. Sie erhielten die Nummern 18–22; zwei Wagen ab 1964 die Nummern 191 und 192. Diese Triebwagen besaßen verglaste Führerstände und Schiebetüren. Vier der Triebwagen wurden zu Arbeitswagen umgebaut, der letzte Wagen dieses Typs wurde 1969 verschrottet.

#### 1929/1930
1929 und 1930 wurden insgesamt zehn Triebwagen von der Gothaer Waggonfabrik AG unter den Nummern 23–32 (ab 1964: 101–110) in Betrieb genommen. Diese Fahrzeuge und die der nächsten, aus Weimar übernommenen Bauserie wurden wegen der Herstellung in der Region als „Thüringer Wagentyp“ bezeichnet. 1967 wurde ein Wagen zum Arbeitstriebwagen (Ausmusterung 1977) und 1969 drei Wagen zu den Beiwagen 213–215 (Ausmusterung 1972–1975) umgebaut, die übrigen zwischen 1967 und 1971 verschrottet.

#### 1937
Nachdem 1937 die Straßenbahn Weimar stillgelegt worden war, kaufte der Jenaer Betrieb von dort zehn der Serie von 1929/1930 fast gleichende Triebwagen für insgesamt 181.853 Mark. Sechs Fahrzeuge wurden gleich zu Beiwagen umgebaut. Vier wurden nach Anpassungen als Triebwagen eingesetzt, 1963/1964 aber ebenfalls zu Beiwagen umgebaut. Die gesamte Serie (zuletzt Nr. 204–212) wurde zwischen 1972 und 1975 abgestellt.

#### 1943
Der Jenaer Straßenbahn wurden sechs 1915 bei der belgischen Firma Ateliers Germain gebaute, ursprünglich für türkische Straßenbahnbetriebe bestimmte Beiwagen (Nr. 49–54, später 291–296) zugeteilt. Diese Ateliers-Germain-Anhänger wurden 1930 für die Smyrna/Izmir-Straßenbahnen gebaut. Sie waren für eine Verlängerung von Konak an den Bahnhöfen Basmahané und Kemer vorgesehen. Die Verlängerung wurde nicht durchgeführt, weil die Stadt die notwendige Brücke nicht gebaut hatte. Sehen "Les tramways belges dans l’Empire ottoman, R. Dussart-Desart, Verlag Tramania.
Die Straßenbahnen blieben bis zum Krieg beim Hersteller und wurden dann (teilweise) in Deutschland verkauft. Es gab Triebwagen und Anhänger.

#### 1951
1951 bis 1956 wurden acht LOWA-Triebwagen ET50 und ET54 (Nummern 1–8, später 111–118) und vier Beiwagen EB50/EB54 (Nummern 55–58, später 221–224) beschafft, 1967 nochmals fünf gebrauchte Wagen von der Straßenbahn Gotha (Triebwagen Nr. 109 und 110, Beiwagen 225–227). Die Beiwagen 221 und 222 wurden 1964 in Leipzig zu Einrichtungswagen umgebaut, schaltungstechnisch an die Gothawagen T2-62 angepasst, nur noch zwischen dem Stadtzentrum und Zwätzen eingesetzt und 1974 nach Gera abgegeben. Die Ausmusterung der anderen Wagen erfolgte bis 1973. 1995 kaufte der Jenaer Nahverkehr ein Fahrzeug und richtete es zu einem historischen Triebwagen her.

#### 1959

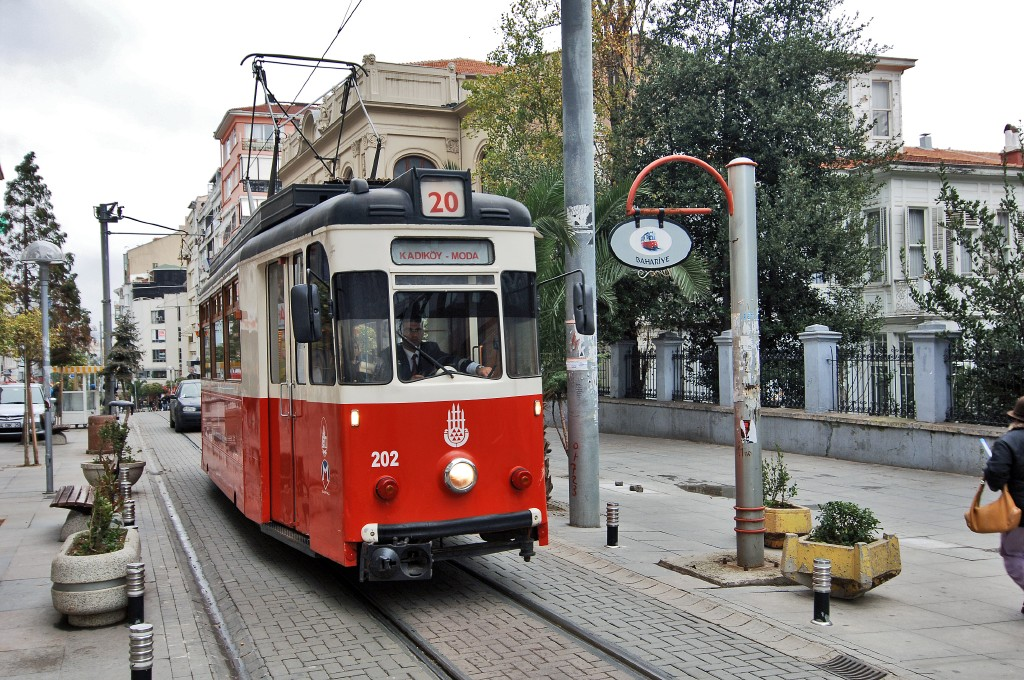
Ehemaliger Jenaer Tw 102 vom Typ T57 in Istanbul (Tw 202)

In den Jahren 1959 bis 1962 erhielt Jena acht beim VEB Waggonbau Gotha gebaute Triebwagen der Bauart T57 (Nummern 9–16, ab 1964 121–128) und dreizehn Beiwagen B57 (Nummern 59–71, ab 1964 231–243), wovon zwei Trieb- und vier Beiwagen zuvor kurzzeitig in Gera eingesetzt waren. Mit diesen Fahrzeugen hielten Scharfenbergkupplung und Scherenstromabnehmer in Jena Einzug. Weitere zehn T57 und sieben B57 kaufte der Jenaer Betrieb im Jahre 1992 aus Brandenburg, Cottbus und Görlitz, darunter den letzten für die 1966 stillgelegte Straßenbahn Stralsund gebauten Wagen, der in der Stralsunder Farbgebung zum Einsatz kam. Die erneute Anschaffung dieses seit vielen Jahren veralteten Fahrzeugtyps erschien sinnvoll, da einerseits für Baustellenverkehr zusätzliche Zweirichtungswagen benötigt wurden, andererseits noch keine Entscheidung über den Ausbau des Straßenbahnnetzes in Jena sowie Anzahl und Bauart der notwendigen Neufahrzeuge gefallen war. In den 1990er Jahren waren achtzehn T57 (Nr. 101–118) und siebzehn B57 (Nr. 151–167) als Personenfahrzeuge im Bestand, dazu ein 1988 aus Plauen übernommener Arbeitswagen.
Nach dem Ersatz der Fahrzeuge durch GT6M konnten alle T57 außer dem ausgebrannten Wagen 111 als Komplettfahrzeuge weiter genutzt oder verkauft werden, einige davon als Umbauobjekte oder für stationäre Nutzung. Unter anderem wurden fünf Jenaer T57 in türkischen Straßenbahnbetrieben, drei in Naumburg und zwei in Jena selbst wieder in Betrieb genommen. An den B57 dagegen bestand wenig Interesse; zehn Wagen wurden im April 2005 verschrottet, da sich keine Nachnutzer fanden.

#### 1963
Von der Straßenbahn Erfurt wurden, offenbar wegen extremen Fahrzeugmangels, drei schon 1912 von der Waggonfabrik Weimar AG gebaute Triebwagen (Nr. 36–38) übernommen und kurz darauf in die Beiwagen 201–203 umgebaut. Die wegen der sehr hohen und steilen Einstiege unkomfortablen Wagen liefen fast nur in Einsatzzügen des Berufsverkehrs, konnten aber erst 1970 ausgemustert werden.

#### 1964
Von 1964 bis 1973 beschaffte der Jenaer Betrieb zehn Gotha-Triebwagen in Einrichtungsbauart der Typen T2-61, T2-62 und T2D (Nr. 130–139) und zwanzig dazu passende Beiwagen B2-62 und B2D (Nr. 251–270), von denen drei Trieb- und sechs Beiwagen zuvor einige Zeit in Halle eingesetzt waren. 1987 kamen ein Trieb- und zwei Beiwagen aus Gera hinzu. Die wegen ihrer Laufruhe und Ausrüstung mit elektrischen Türöffnern bei den Fahrgästen beliebten Wagen erwiesen sich jedoch als sehr unflexibel einsetzbar, da sie bis 1987 im Linienverkehr nur im Stadtzentrum und in Zwätzen wenden konnten. War die Linie 1 wegen Bauarbeiten unterbrochen, was besonders in den 1970er Jahren oft monatelang der Fall war, mussten die Einrichtungswagen komplett abgestellt und durch Zweirichtungswagen oder Schienenersatzverkehr ersetzt werden.
Da nach der politischen Wende in der DDR keine grundlegende Änderung dieses Zustands absehbar war, wurden die meisten Wagen dieser Typen, obwohl die modernsten Jenaer Wagen, ab 1992 abgestellt und bald darauf für stationäre Nutzung verkauft oder verschrottet. Letzte Einsätze im Linienverkehr sind aus dem Frühjahr 1996 bekannt. Ein Trieb- und zwei Beiwagen wurden zum Fahrschulzug umgebaut, ein Triebwagen wegen dringenden Fahrzeugbedarfs nach Brandenburg abgegeben.

#### 1970
In den Jahren 1970 bis 1974 stellte der Jenaer Betrieb zehn Reko-Triebwagen TZ70/1 (Nr. 109–118) und zwanzig Reko-Beiwagen BZ70/1 (Nr. 204–215, 223–230) in Dienst. 1992 kam noch ein Beiwagen aus Görlitz hinzu. In den 1990er Jahren wurde der Bestand durch Ausmusterungen ständig reduziert, der letzte Beiwagen jedoch erst im Frühjahr 2003 abgestellt. Drei Fahrzeuge standen bis 2016 in Jena noch betriebsfähig in Reserve; zwei Trieb- und ein Beiwagen wurden nach Naumburg abgegeben; ein Triebwagen gelangte zur Touristenstraßenbahn nach Istanbul.
Eine Besonderheit stellt die 1997 vorgenommene Umrüstung von vier Triebwagen (Nr. 136–139) für Wendezugbetrieb ohne Zugsteuerung („Pärchenbetrieb“) dar. Bei dieser 1982 von der Strausberger Eisenbahn entwickelten Betriebsform werden zwei Triebwagen gekuppelt, der hintere als Beiwagen geschaltet und vom führenden Wagen ohne Einschaltung des eigenen Antriebs gezogen; an einer Stumpfendstelle tauschen beide Wagen die Rollen. Diese unkonventionellen Züge sollten im äußersten Notfall einzelne GT6M ersetzen, wenn deren sehr knapp kalkulierter Bestand durch Ausfälle weiter reduziert worden wäre. Bei Versuchsfahrten bewährten sie sich jedoch für den vorgesehenen Einsatzzweck nicht. Die Wendezugeinrichtungen wurden aus den vier Triebwagen wieder ausgebaut, und die Fahrzeuge standen danach bis zu ihrem Verkauf zumeist in Reserve.

#### 1995

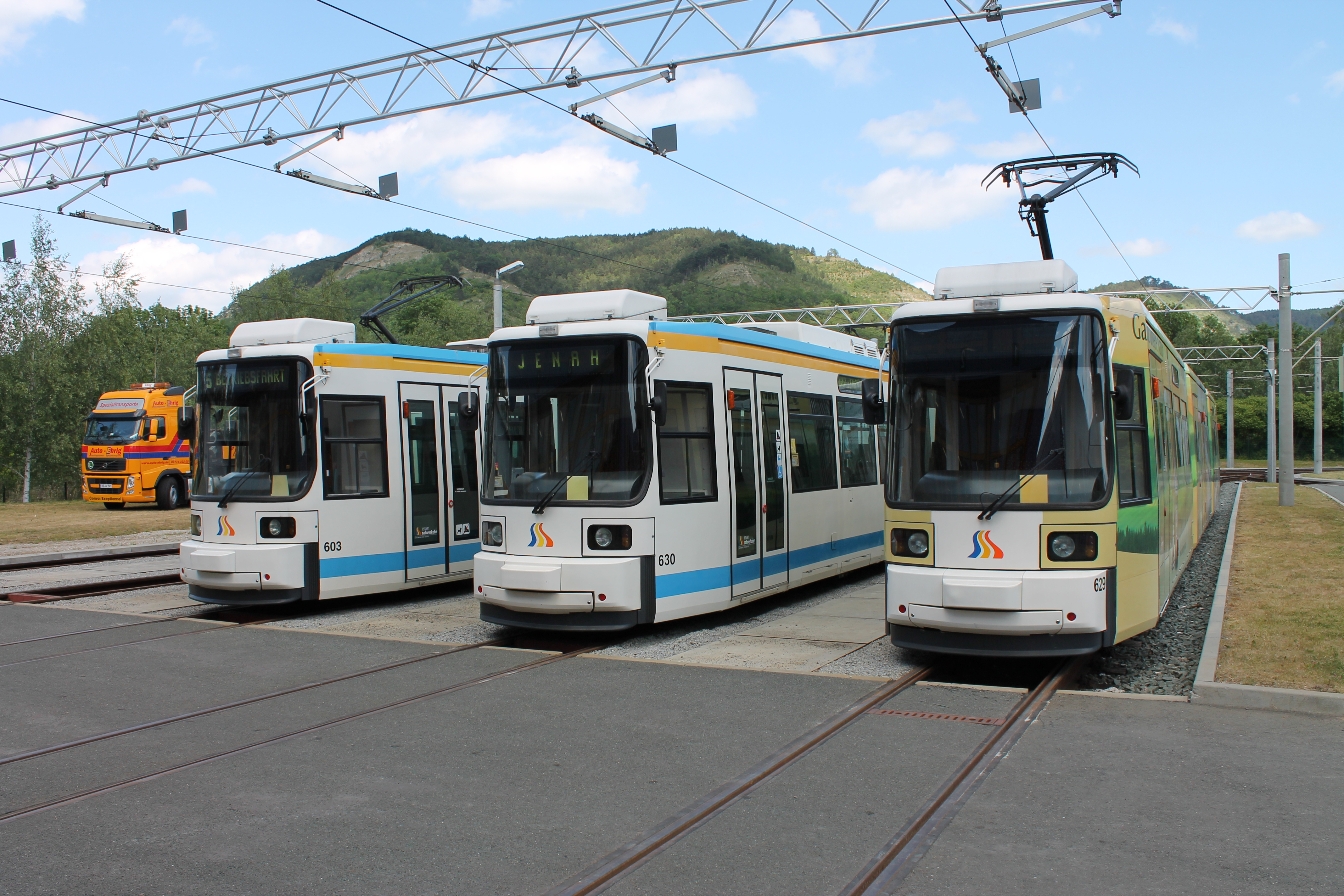
Bombardier Niederflurwagen GTM6-ZR

Von 1995 bis 2003 wurden 33 Niederflurfahrzeuge der Bauart GT6M-ZR nach Jena geliefert. Sie deckten zunächst den Mehrbedarf der Neubaustrecken und lösten bis 2003 die alten zweiachsigen Trieb- und Beiwagen ab. Mit diesen Wagen wurde erstmals seit den 1920er Jahren bei der Außenlackierung ein neues Farbschema eingeführt, das bei den Omnibussen des Jenaer Nahverkehrs bereits seit 1991 angewendet wurde.

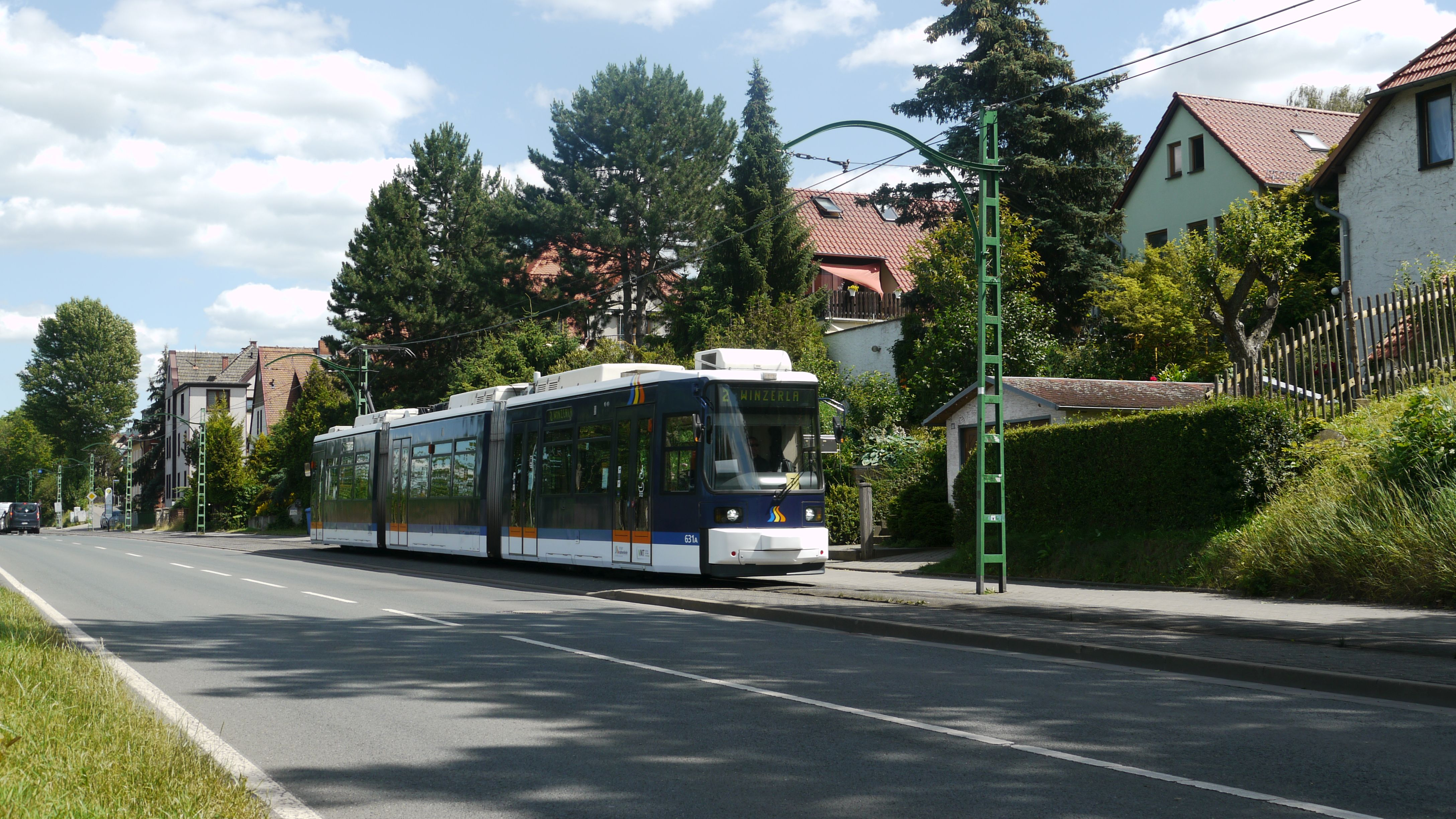
Wagen 631 im neuen Farbschema

Am 30. Mai 2017 gab der Verkehrsbetrieb bekannt, dass die neuesten 14 GT6M-Fahrzeuge des Herstellers Bombardier in dem dunkelblauen Farbschema der Tramino-Bahnen lackiert werden. Als Musterfahrzeug diente der Wagen 621.
Zwischen Oktober 2023 und März 2024 wurden die ersten 10 GT6M ausgemustert. Die Wagen wurden an die Straßenbahn Łódź verkauft. Die MKP Łódź zahlte etwa 30.000 € pro Fahrzeug. Weitere acht Fahrzeuge sollen im ersten Quartal 2025 folgen.

#### 2013

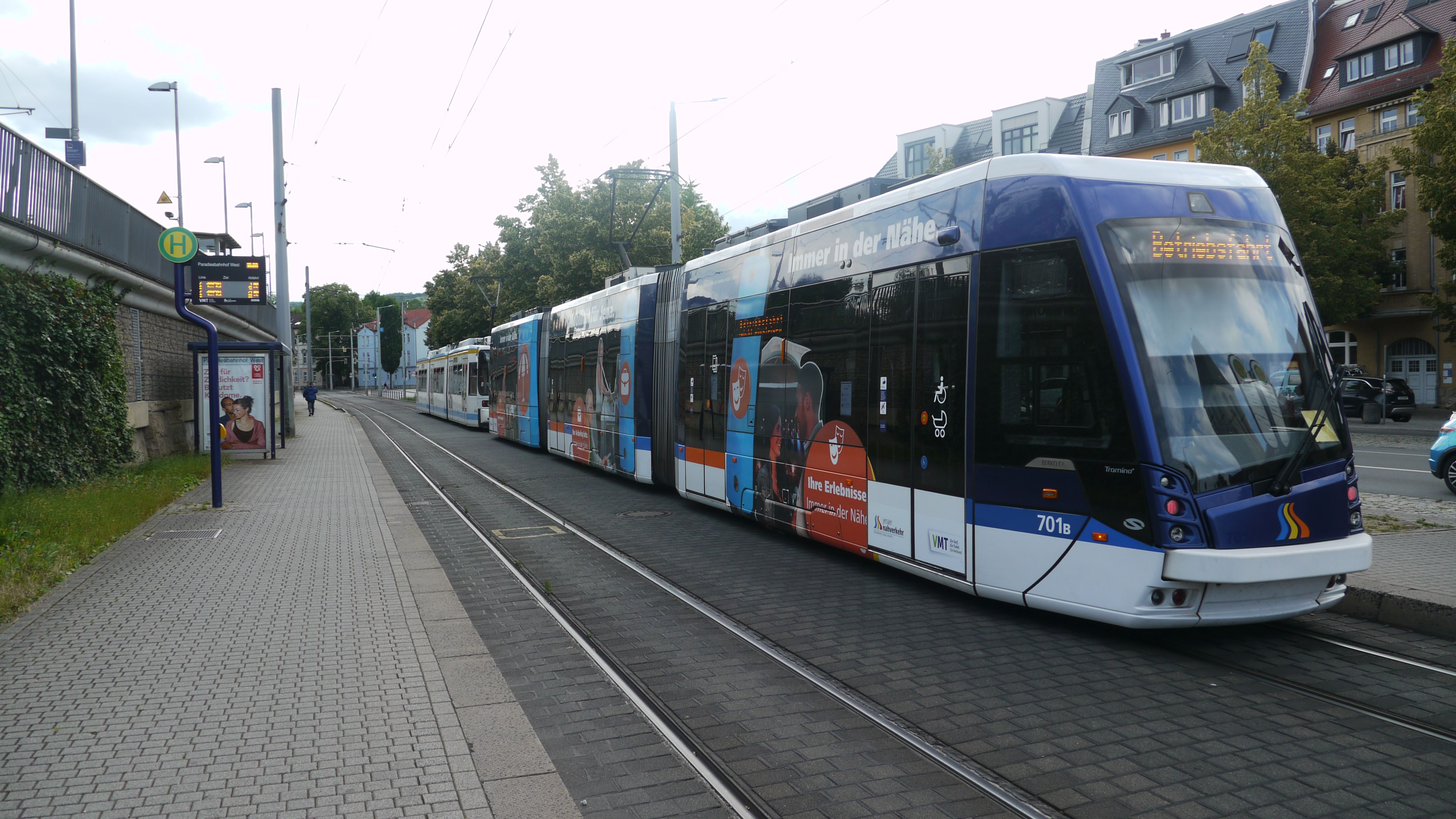
Tramino 701 Taufname „Berkeley“

Im Frühjahr 2011 wurden neue Fahrzeuge ausgeschrieben, um den Bestand zu erweitern. Ausgeschrieben wurde die Beschaffung von drei Fahrzeugen mit Option auf zwei weitere. Im Juli 2011 erhielt Solaris den Zuschlag, welcher bereits in den Jahren zuvor mehrere Omnibusse an den Jenaer Nahverkehr lieferte. Produktionsstart für die Jenaer Tramino war Juli 2012, die Auslieferung erfolgte ab August bis November 2013. Die Fahrzeuge wurden in einem neuen, von der Jenaer Unternehmensgruppe ART-KON-TOR entwickelten Farbschema ausgeliefert, das ein Teil des ebenfalls neu entwickelten Corporate Designs der Stadtwerke Jena ist.
Insgesamt wurden nach Einlösung der Option über zwei weitere Fahrzeuge fünf Traminos angeliefert. Sie tragen als Taufnamen die Namen von fünf Partnerstädten Jenas. Wagen 701 Berkeley, Wagen 702 Erlangen, Wagen 703 San Marcos, Wagen 704 Aubervilliers und Wagen 705 Lugoj. Seit 2014 verkehren alle fünf Triebwagen im Linienbetrieb auf allen Linien.

#### 2023

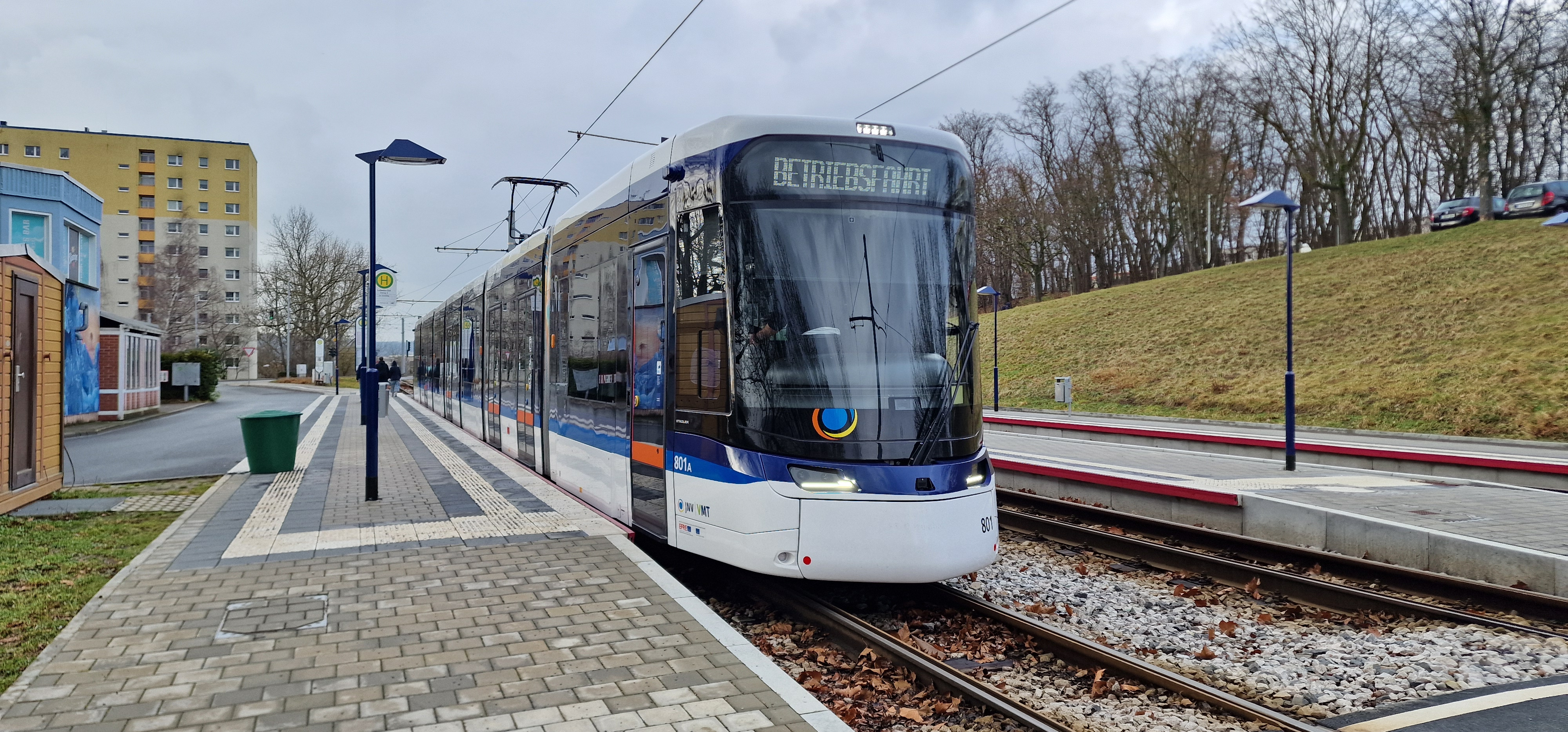
Wagen 801 an der Endhaltestelle „Lobeda-Ost“

Erstmalig im September 2017 wurden die Pläne des Nahverkehrs bekannt, die GT6M voraussichtlich ab 2022 durch einen Nachfolgetyp abzulösen, da die Wagen nahezu 3 Millionen Kilometer zurückgelegt haben und das Ende der wirtschaftlichen Nutzungsdauer fast erreicht sei. Zunächst wurde geprüft, ob diese Wagen länger und breiter als die bisherigen Wagen (im Rahmen des Lichtraumprofils) oder aber kürzer als die GT6M, jedoch zu Zügen kuppelbar, gestaltet werden sollten. Nach umfangreicher Prüfung und Planung wurden nicht kuppelbare, dafür aber längere und breitere Fahrzeuge bestellt. Dies geht mit umfangreichen Eingriffen in das Schienennetz einher.
Bestellt wurden 24 Tramlink-Niederflurgelenkwagen bei Stadler Rail. Der Erstauftrag im Wert von 92 Millionen Euro umfasst 16 Siebenteiler mit 42 m Länge und 8 Fünfteiler mit 32 m Länge. Die Option über 19 weitere Fahrzeuge wurde im Jahr 2020 eingelöst. Die Lichtbahn, wie die Wagen genannt werden, wird in Valencia gefertigt. Der erste Siebenteiler wurde am 5. Mai 2023 angeliefert.
Die offizielle „Jungfernfahrt“ der Tramlink fand am 16. Dezember 2023 statt.
Seitdem verkehren die Fahrzeuge auf der Linie 5.

#### Fahrzeugzahlen
Wagenzahl im Jahresschnitt
|                  | 1998 (*) | 1999 | 2000 | 2001 | 2002 | 2003 | 2004 | 2005 | 2006 | 2007–12 | 2013 (**) | 2014–23 | 2023 (***) |
| ---------------- | -------- | ---- | ---- | ---- | ---- | ---- | ---- | ---- | ---- | ------- | --------- | ------- | ---------- |
| Solotriebwagen   | 24       | 23   | 23   | 23   | 19   | 11   | 9    | 6    | 2    | –       | –         | –       | –          |
| Gelenktriebwagen | 19       | 19   | 19   | 19   | 22   | 32   | 33   | 33   | 33   | 33      | 35        | 38      | 62         |
| Summe Triebwagen | 43       | 42   | 42   | 42   | 41   | 43   | 42   | 39   | 35   | 33      | 35        | 38      | 62         |
| Beiwagen         | 28       | 27   | 27   | 27   | 22   | 19   | 18   | 8    | 4    | –       | –         | –       | –          |

(*) geschätzt
(**) insgesamt 5 neue TW Typ Solaris Tramino, Auslieferung 08/2013 – 11/2013
(***)  Voraussichtlich 24 neue TW vom Typ Tramlink 800, Auslieferung ab Frühjahr 2023

#### Fahrzeugkilometer
Wagenkilometer in Tsd. Kilometer pro Jahr
|                  | 1998 (*) | 1999 | 2000 | 2001 | 2002 | 2003 | 2004 | 2005 | 2006 | 2007 | 2008 | 2009 | 2010 | 2011 | 2012 | 2013 (*) |
| ---------------- | -------- | ---- | ---- | ---- | ---- | ---- | ---- | ---- | ---- | ---- | ---- | ---- | ---- | ---- | ---- | -------- |
| Solotriebwagen   | 607      | 538  | 595  | 578  | 485  | 57   | 56   | –    | –    | –    | –    | –    | –    | –    | –    | –        |
| Gelenktriebwagen | 1691     | 1685 | 1680 | 1678 | 1727 | 2224 | 2117 | 2192 | 2215 | 2211 | 2238 | 2170 | 2264 | 2280 | 2234 | 2278     |
| Summe Triebwagen | 2298     | 2223 | 2275 | 2256 | 2212 | 2281 | 2173 | 2192 | 2215 | 2211 | 2238 | 2170 | 2264 | 2280 | 2234 | 2278     |
| Beiwagen         | 810      | 741  | 770  | 773  | 688  | 33   | –    | –    | –    | –    | –    | –    | –    | –    | –    | –        |

(*) hochgerechnet

### Sonderfahrzeuge
(Die Lebensläufe der Fahrzeuge sind den Wagenparklisten des Vereins der
Nahverkehrsfreunde Naumburg-Jena e. V. – siehe Weblink – zu entnehmen.)

#### Einsatzbereite Sonderfahrzeuge

##### Historischer Triebwagen 26

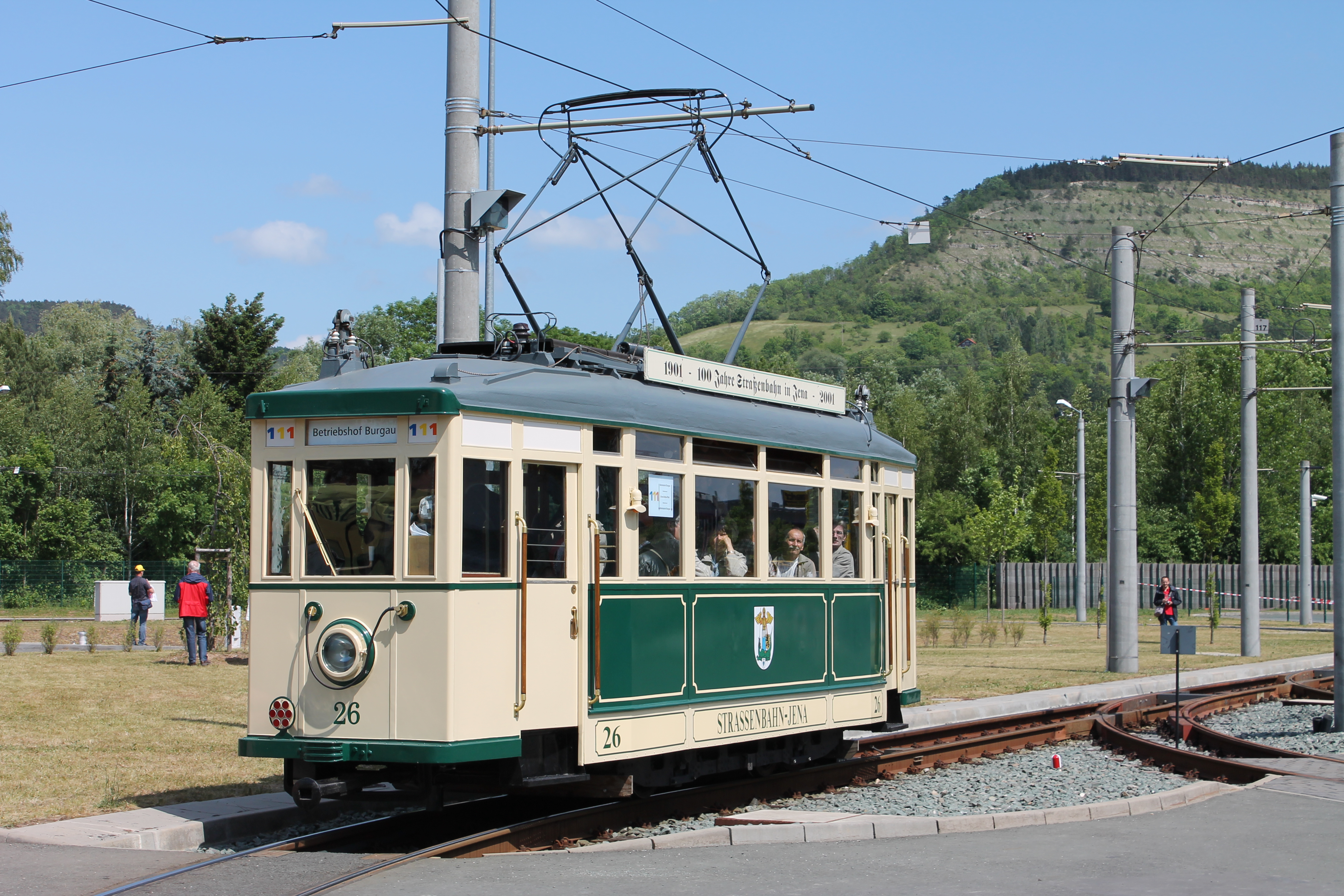
Historische Bahn Tw 26 im Betriebshof Burgau.

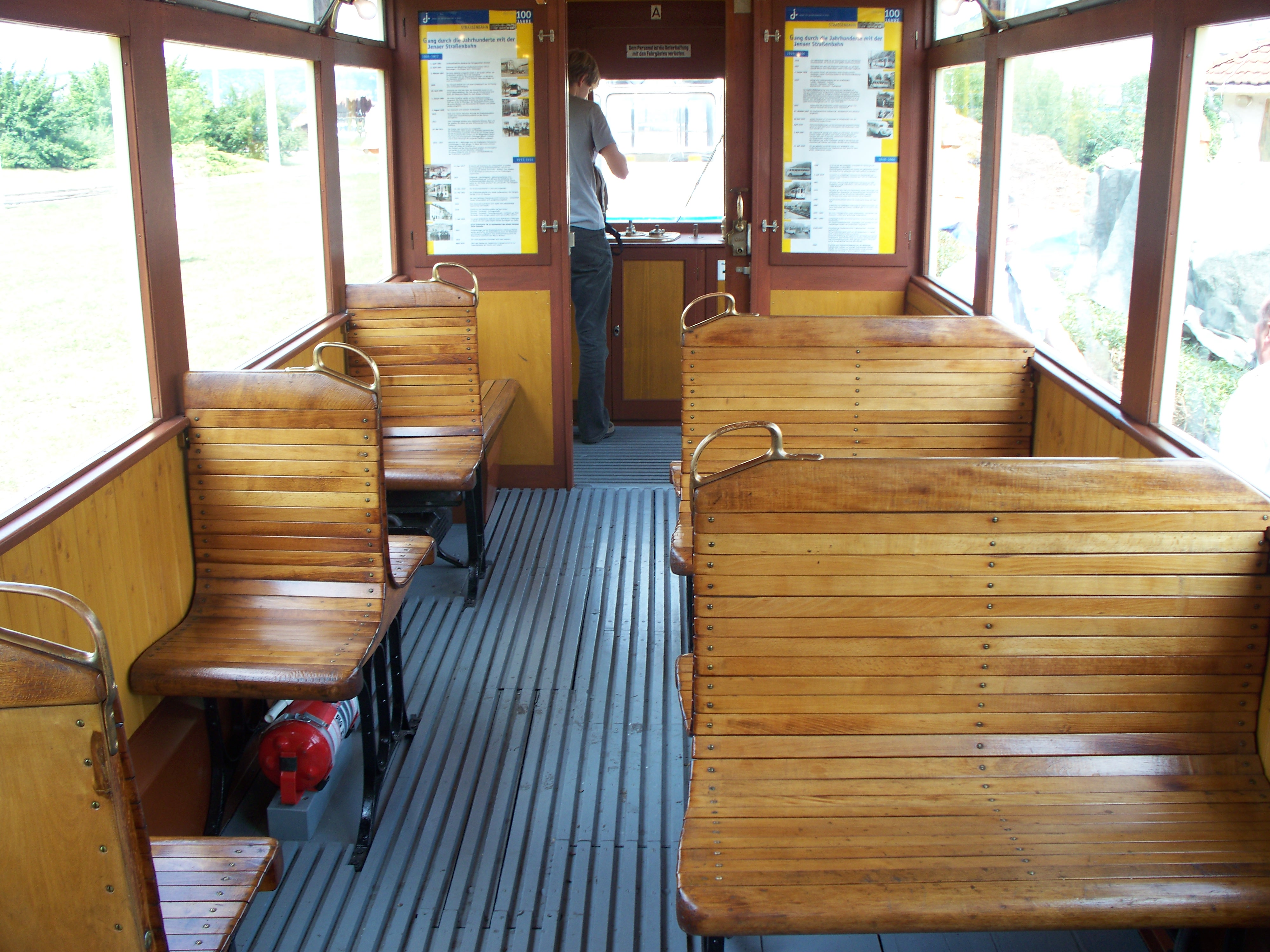
Historische Bahn Tw 26, innen

Der 1929 für die Eisenacher Straßenbahn gebaute Triebwagen, ein in Gotha gebauter „Thüringer Wagen“, wurde 1976 zur Jubiläumsveranstaltung zum 75-jährigen Bestehen der Straßenbahn nach Jena überführt, um diesen 45 Jahre lang in Jena eingesetzten Wagentyp präsentieren zu können. In den Jahren 1985/86 wurde er technisch in den Originalzustand zurückversetzt, bekam jedoch eine an die ersten Jenaer Fahrzeuge von 1901 angelehnte Traditions-Lackierung. Er wurde erstmals 1986, anlässlich der 750-Jahr-Feier der urkundlichen Ersterwähnung Jenas, in dieser Form eingesetzt. 2022 wurde die Lackierung anhand alter Fotos an die 1930er Jahre angepasst. 

##### Partybahn – Tw 963 (Bauart GTW6)

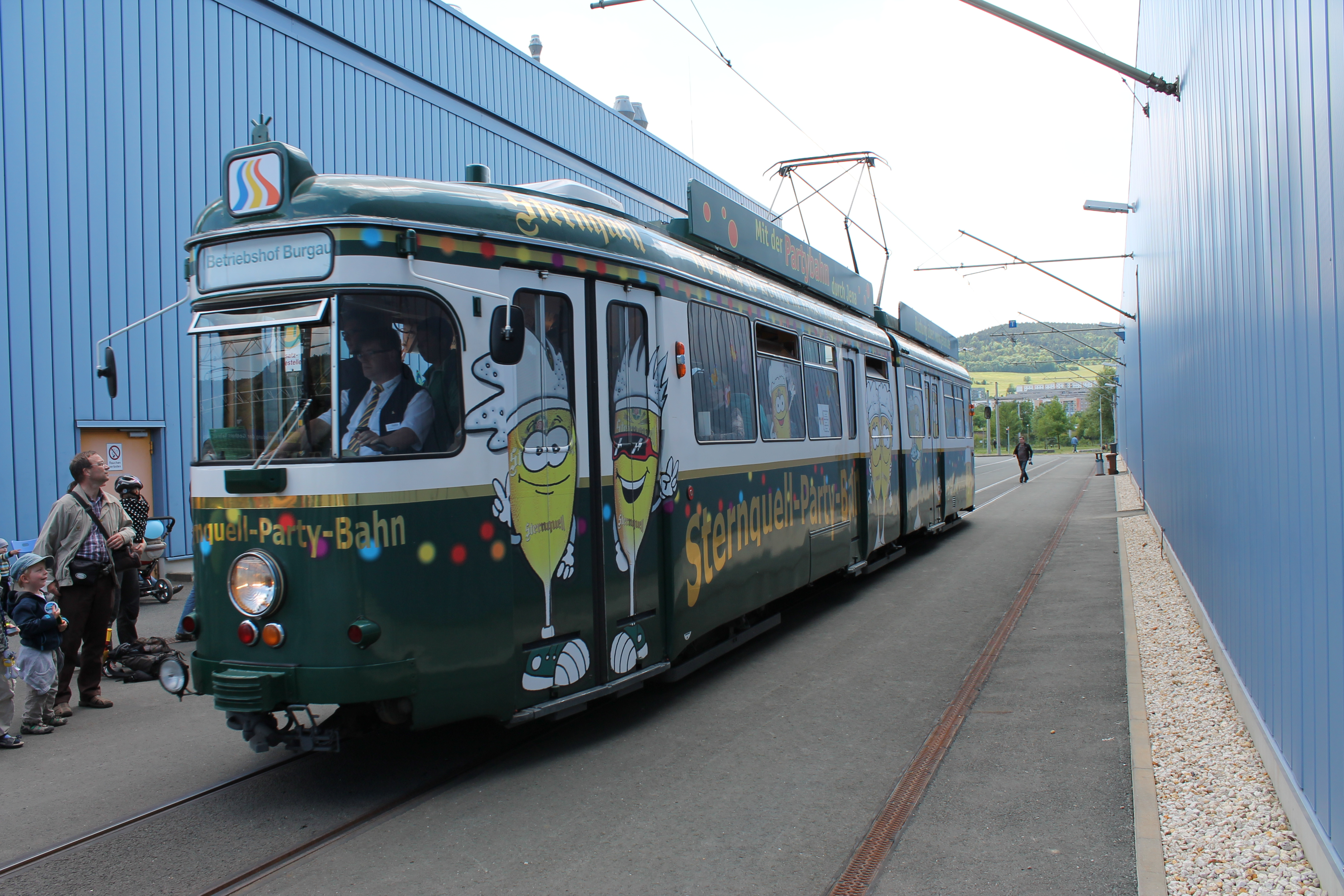
Partybahn auf dem Betriebshof

2003 kaufte die Jenaer Nahverkehrsgesellschaft von den Heidelberger Versorgungs- und Verkehrsbetrieben GmbH einen GTW6 und bauten diesen zur Partybahn um. Gebaut wurde sie 1966 von DÜWAG in Düsseldorf. In Jena ist sie nun seit 2004 zu verschiedenen Veranstaltungen im Einsatz und auch privat buchbar.

##### Gotha-/Reko-Traditionszug (Tw 101, Bw 155, Bw 207)
Diese Fahrzeuge wurden 2016 aus dem Reservebestand ausgewählt und können zu typischen Zuggarnituren zusammengestellt werden, wie sie von 1959 bis 2004 im Jenaer Linienverkehr anzutreffen waren. Wagen 101 wird im Einsatzzustand des Jahres 1993 erhalten. Beiwagen 207 (ursprünglich Wagen 189) ist seit Ende 2018 im Anlieferungszustand von 1973 beschriftet. Beiwagen 155 wird noch in den Anlieferungszustand von 1959 versetzt und anschließend in 64 umgezeichnet.

##### Gleispflege-Triebwagen 921
Der Wagen entstand 2003/2004 aus dem Personentriebwagen 105 und enthält u. a. eine Schienenschleifeinrichtung sowie Steuervorrichtungen für den Schneepflug.

##### Schneepflug 922
Der schienenfahrbare Schneepflug auf Tatra-Fahrgestell ist seit 2012 im Bestand.

##### KT4D-Arbeitswagen 941

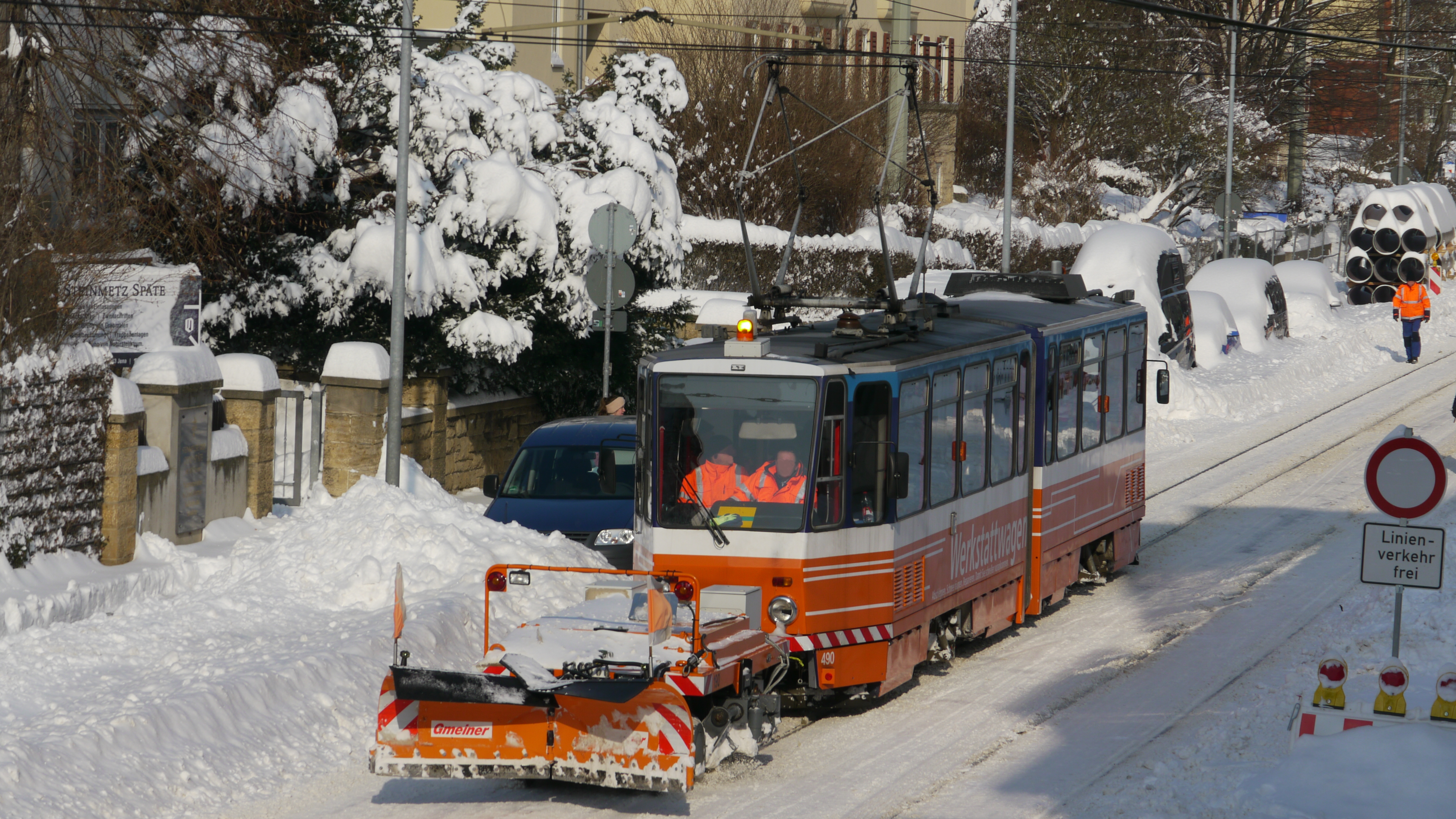
Der Arbeitswagen zusammen mit dem Schneepflug im Einsatz

Der ehemalige Erfurter KT4D, der zwei Führerstände besitzt, kam 2013 nach Jena.

### Abgestellte und ehemalige Sonderfahrzeuge
(Hier sind nur Fahrzeuge aufgeführt, die nach 1989 aus dem Bestand ausgeschieden sind.)

#### LOWA-Tw 27
Der Tw 27, vom Typ ET50, wurde im Jahr 1951 bei der Straßenbahn Gera in Dienst gestellt. 1963 wurde er durch die Hauptwerkstatt „Heiterblick“ (HWH) der Leipziger Verkehrsbetriebe zu einem Einrichtungsfahrzeug umgebaut. 1991 wurde er von Gera zur Naumburger Straßenbahn umgesetzt. Fünf Jahre später erfolgte die Umsetzung nach Jena. Nach einer Hauptuntersuchung im Jahr 1997 ist er seit 1998 für Sonderfahrten in Jena einsatzbereit. Im März 2016 wurde der Wagen abgestellt und am 8. September 2016 nach Halle umgesetzt, da mit dem geplanten Wegfall der Wendeschleife Zwätzen die Einsatzmöglichkeiten für Einrichtungswagen immer geringer werden.

#### Reko-/Gotha-Reservewagen (Tw 134, Bw 156, Bw 187)
Von 2002 bis 2016 bildeten diese Wagen zusammen mit den Wagen 101, 155 und 189 je einen typenreinen Reko- und Gotha-Reservezug, jedoch sind keine regulären Linieneinsätze eines dieser Wagen im genannten Zeitraum in Jena bekannt. Da nach Inbetriebnahme der Traminos der Fahrzeugbestand ausreichend bemessen ist, wurden die Wagen im März 2016 abgestellt. Die Beiwagen 156 und 187 wurden im Dezember 2016 vom Maschinenhändler Ulrich Müller in Pfungstadt erworben, der Triebwagen 134 im August 2017 nach Liberec abgegeben. Die letzte öffentliche Sonderfahrt des Reko-Dreiwagenzuges fand am 21. Mai 2016 statt.

#### Fahrschulzug (Tw 145, Bw 197 und 199)
Der erste nach Jena gelieferte Gotha-Triebwagen in Einrichtungsbauart (Nr. 131, ab 1993: 145) wurde 1993 zum Fahrschulwagen nach dem Muster des Brandenburger Fahrschulwagens 334 umgebaut, nachdem dieser einige Zeit in Jena erprobt worden war. Die im Linienverkehr nicht mehr sinnvoll einsetzbaren Beiwagen 197 und 199 wurden 1999 äußerlich an den Triebwagen angepasst und mit diesem zusammen eingesetzt, da in der Fahrausbildung die Handhabung von Dreiwagenzügen vermittelt werden musste, in Jena jedoch Ein- und Zweirichtungsfahrzeuge nicht elektrisch kuppelbar waren. Nachdem die Wagen in Jena nicht mehr benötigt wurden, wurden im Jahr 2016 die Wagen 145 und 197 als historische Fahrzeuge zur Straßenbahn Liberec und Bw 199 zur Kirnitzschtalbahn (dort nach Umbau Einsatz im Linienverkehr geplant) abgegeben.

#### Arbeitstriebwagen 583
Dieser Gotha-Atw wurde 1988 aus Plauen übernommen. Er diente nach dem Umbau des Wagens 105 zum Arbeitswagen jedoch fast nur noch als Rangierfahrzeug in der Abstellanlage Dornburger Straße und wurde im Oktober 2017 nach Liberec abgegeben.